# Комитет государственной безопасности СССР

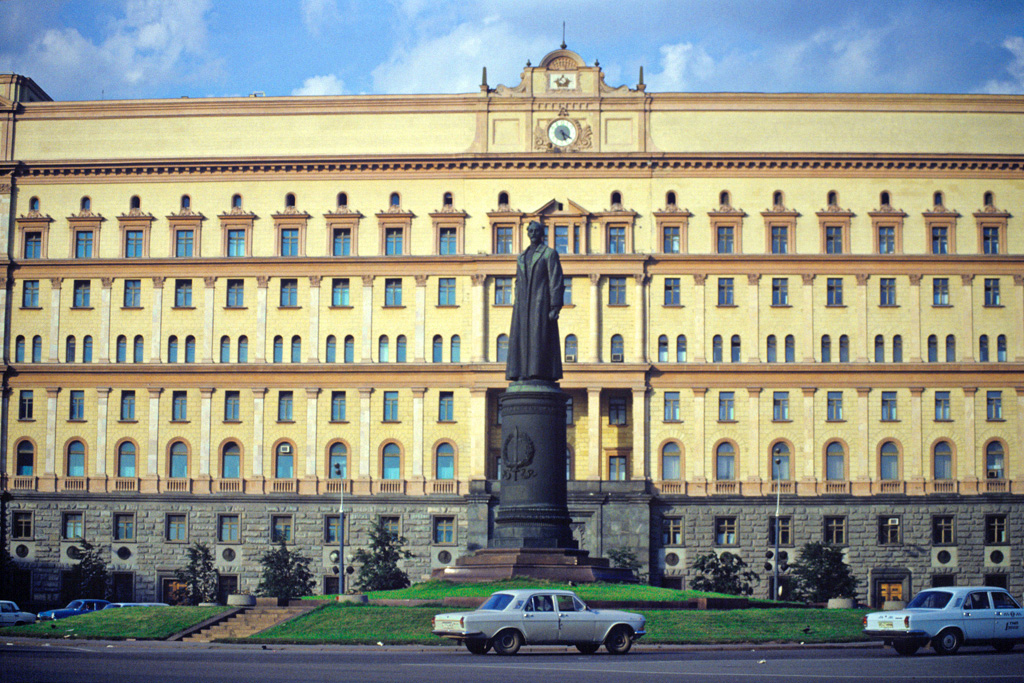
Здание центрального аппарата КГБ СССР.

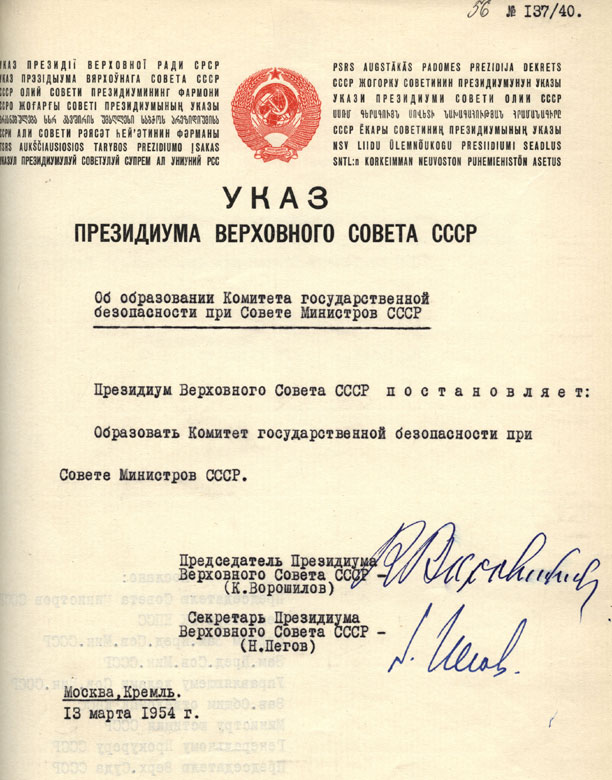
Указ Президиума Верховного Совета СССР об образовании Комитета государственной безопасности при Совете Министров СССР.

Комите́т госуда́рственной безопа́сности  Сою́за Сове́тских Социалисти́ческих Респу́блик (аббр.: офиц. КГБ СССР) — центральный союзно-республиканский орган государственного управления СССР в сфере обеспечения государственной безопасности, действовавший с 1954 по 1991 год.
С момента создания до 14 марта 1990 года работал под непосредственным руководством и контролем ЦК КПСС.
С 3 декабря 1991 года комитет  реформирован под руководством Вадима Бакатина в Межреспубликанскую службу безопасности СССР.

## Функции
Основными функциями КГБ были внешняя разведка, контрразведка, оперативно-разыскная деятельность, охрана государственной границы СССР, охрана руководителей КПСС (до 1990 года) и Правительства СССР, организация и обеспечение правительственной связи, а также борьба с национализмом, инакомыслием, преступностью и антисоветской деятельностью. Также в задачу КГБ входило обеспечение Центрального комитета КПСС (до 14 марта 1990 года) и высших органов государственной власти и управления СССР информацией, затрагивающей государственную безопасность и оборону страны, социально-экономическое положение в Советском Союзе и вопросы внешнеполитической и внешнеэкономической деятельности советского государства и Коммунистической партии.
В систему КГБ СССР входили четырнадцать республиканских комитетов государственной безопасности на территории республик Союза ССР; местные органы государственной безопасности в автономных республиках, краях, областях, отдельных городах и районах, военных округах, соединениях и частях армии, флота и внутренних войск, на транспорте; пограничные войска; войска правительственной связи; органы военной контрразведки; учебные заведения и научно-исследовательские учреждения; а также так называемые «первые отделы» советских учреждений, организаций и предприятий.
В разные годы КГБ имел разные официальные наименования и статус в системе центральных органов государственного управления:
| Полное наименование                                              | Аббревиатура | Статус                                                               | Годы                        |
| ---------------------------------------------------------------- | ------------ | -------------------------------------------------------------------- | --------------------------- |
| «Комитет государственной безопасности при Совете Министров СССР» | КГБ          | ведомство с правами министерства                                     | 13 марта 1954 — 5 июля 1978 |
| «Комитет государственной безопасности СССР»                      | КГБ СССР     | государственный комитет                                              | 5 июля 1978 — 1 апреля 1991 |
| «Комитет государственной безопасности СССР»                      | КГБ СССР     | Центральный орган государственного управления с правами министерства | 1 апреля — 3 декабря 1991   |

## История

### Образование КГБ
Инициатива выделения «оперативно-чекистских управлений и отделов» Министерства внутренних дел СССР в самостоятельное ведомство приписывается министру внутренних дел Сергею Круглову, который 4 февраля 1954 года подал официальную записку с соответствующим предложением в Центральный комитет КПСС. Предложения С. Круглова были обсуждены на заседании Президиума ЦК КПСС 8 февраля 1954 года и полностью одобрены, за исключением того, что из предложенного министром названия — «Комитет по делам государственной безопасности при Совете Министров СССР» — было убрано «по делам».
Месяц спустя Указом Президиума Верховного Совета СССР № 137/40 от 13 марта 1954 года был образован Комитет государственной безопасности при Совете Министров СССР. В состав нового комитета вошли выделенные из Министерства внутренних дел СССР управления, службы и отделы, занимавшиеся вопросами обеспечения государственной безопасности. Председателем комитета был назначен бывший первый заместитель министра внутренних дел СССР генерал-полковник И. А. Серов. 26 апреля того же года председатель КГБ был включён в состав Совета Министров СССР.
КГБ был образован не в качестве центрального органа государственного управления, каковым являлись его предшественники — МГБ и МВД СССР, а всего лишь в статусе ведомства при Правительстве СССР. По мнению некоторых историков, причиной понижения статуса КГБ в иерархии органов государственного управления было стремление партийной и советской верхушки страны лишить органы госбезопасности самостоятельности, целиком подчинив их деятельность аппарату коммунистической партии. Тем не менее, председатели КГБ назначались на должность не актами Совета Министров СССР, как это было принято для руководителей ведомств при правительстве страны, а Указами Президиума Верховного Совета СССР, как это делалось для министров и председателей государственных комитетов.

### 1950-е годы
Практически сразу же после своего образования КГБ подвергся крупной структурной реорганизации и сокращению численности сотрудников в связи с начавшимся после смерти И. В. Сталина процессом десталинизации общества и государства. Из рассекреченных документов Государственного архива Российской Федерации стало известно, что в 1950-е годы численность личного состава КГБ была сокращена более чем на 50 % по сравнению с 1954 годом. Было упразднено более 3,5 тысяч городских и районных аппаратов, объединены некоторые оперативные и следственные подразделения, ликвидированы и объединены в единые следственные аппараты следственные отделы и отделения в оперативных подразделениях. Значительно была упрощена структура особых отделов и органов КГБ на транспорте. В 1955 году было дополнительно сокращено более 7,5 тысяч сотрудников, в то время как около 8 тысяч офицеров КГБ были переведены на положение гражданских служащих.
В 1956 году сотрудники КГБ активно участвовали в подавлении восстания в Венгрии и преследовании его участников. Председатель КГБ И. А. Серов вместе с заместителем начальника Генштаба М. С. Малининым выезжали в сопровождении руководителей ЦК КПСС в Будапешт для оценки сложившейся в Венгрии ситуации. В ходе операции «Вихрь», план которой был разработан министерством обороны СССР, сотрудниками КГБ был арестован министр обороны Венгрии генерал-лейтенант Пал Малетер. Это позволило нейтрализовать венгерское военное руководство и обеспечить успех советских артиллерийских, танковых и пехотных подразделений в быстром подавлении мятежа и восстановлении в Венгрии советского режима, лояльного СССР. В первые дни после подавления восстания при содействии сотрудников КГБ спецслужбами Венгрии было арестовано около 5 тысяч венгров — активистов венгерских партий, военнослужащих и студентов, 846 из которых были отправлены в советские тюрьмы. По отдельным оценкам, около 350 человек из числа арестованных были позднее казнены, включая премьер-министра Венгрии Имре Надя. За участие в операции по подавлению восстания председатель КГБ Серов был награждён орденом Кутузова 1-й степени. Следует отметить активную роль в подавлении восстания посла СССР в Венгрии Ю. В. Андропова; этот опыт Андропову пригодился позднее, когда ему на посту председателя КГБ пришлось руководить действиями сотрудников советских органов госбезопасности в ходе Операция «Дунай» в Чехословакии в 1968 году.
После перевода И. А. Серова на должность начальника Главного разведывательного управления Генерального штаба СССР, 25 декабря 1958 года председателем КГБ был назначен бывший заведующий отделом партийных органов ЦК КПСС по союзным республикам А. Н. Шелепин, который провёл серию кардинальных преобразований в аппарате КГБ с целью упрощения его структуры и сокращения численности сотрудников.
9 апреля 1959 года, спустя 5 лет после образования КГБ, в режиме строгой секретности было утверждено «Положение о Комитете государственной безопасности при Совете Министров СССР», в котором был закреплён статус Комитета государственной безопасности в качестве ведомства при правительстве страны с правами министерства, а также была установлена подчинённость КГБ Президиуму ЦК КПСС и Правительству СССР.
КГБ продолжил практику своих предшественников — Бюро № 1 МГБ СССР по диверсионной работе за рубежом под руководством П. А. Судоплатова и Бюро № 2 по выполнению спецзаданий на территории СССР под руководством В. А. Дроздова — в области проведения так называемых «активных действий», под которыми подразумевались акты индивидуального террора на территории страны и за границей в отношении лиц, которые квалифицировались партийными органами и советскими спецслужбами как «наиболее активные и злобные враги Советского Союза из числа деятелей капиталистических стран, особо опасных иностранных разведчиков, руководителей антисоветских эмигрантских организаций и изменников Родины». Проведение подобных операций было возложено на Первое главное управление КГБ. Так, в октябре 1959 года агентом КГБ Богданом Сташинским был убит в Мюнхене лидер украинских националистов Степан Бандера. Такая же участь постигла другого лидера ОУН — Л. Ребета. Ранее, в 1957 году была совершена попытка ликвидации бывшего советского разведчика Н. Хохлова, который остался на Западе после того, как выступил с публичным заявлением о планировавшемся убийстве одного из лидеров НТС Георгия Околовича. Хохлов был отравлен с помощью радиоактивного изотопа (таллия или полония), однако выжил.

### 1960-е годы
В декабре 1961 года, по инициативе первого секретаря ЦК КПСС Н. С. Хрущёва, А. Н. Шелепин был переведён на партийную работу в должности секретаря ЦК КПСС. Руководство КГБ принял В. Е. Семичастный, бывший коллега Шелепина по работе в ЦК ВЛКСМ. Семичастный продолжил политику его предшественника по структурной реорганизации КГБ.
В главное управление внутренней безопасности и контрразведки (2-е главное управление) были влиты 4-е, 5-е и 6-е управления КГБ. Под крыло 7-го управления, занимавшегося охраной дипломатического корпуса и наружным наблюдением, перешли соответствующие функциональные подразделения 2-го главного управления. 3-е главное управление было понижено до статуса управления. Соответствующие структурные изменения произошли и в органах КГБ союзных и автономных республик, в краях и областях. В 1967 году аппараты уполномоченных в городах и районах были реорганизованы в городские и районные отделы и отделения КГБ—УКГБ—ОКГБ В результате сокращения многочисленных структурных звеньев, аппарат Комитета государственной безопасности стал более оперативным, в то время как создание в 1967 году по инициативе нового председателя КГБ Ю. В. Андропова пятого управления для борьбы с диссидентами сделало КГБ более подготовленным для борьбы с противниками советского строя в последующие два десятилетия.

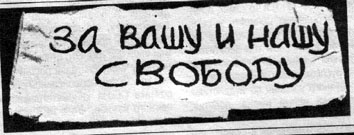
Плакат участников демонстрации протеста против вторжения советских войск в Чехословакию, упоминаемый в докладной записке КГБ в ЦК КПСС

Летом 1962 год ресурсы КГБ были задействованы в операции по нейтрализации забастовки рабочих Новочеркасского электровозостроительного завода в городе Новочеркасске. По имеющимся данным, сотрудники госбезопасности лично не участвовали в расстреле забастовщиков, однако играли активную роль в слежке за «зачинщиками беспорядков» и их арестах. Активисты забастовки были выявлены благодаря фотографиям, сделанным штатными сотрудниками и тайными агентами КГБ, и привлечены к суду по обвинению в бандитизме, организации массовых беспорядков и попытке свержения советской власти. Семеро участников выступлений были приговорены к смертной казни и расстреляны, остальные получили длительные сроки заключения с отбыванием в колонии строгого режима.
В 1968 году КГБ принял участие в операции «Дунай» на территории Чехословакии, проводившейся с целью смены политического руководства страны и установления в Чехословакии лояльного СССР режима. Задача сотрудников КГБ заключалась в оказании помощи советским десантникам и работникам чехословацких органов госбезопасности в аресте и вывозе в СССР руководителей коммунистической партии и правительства Чехословакии. Через несколько дней после начала операции, 25 августа 1968 года, на Красной площади в Москве группой советских диссидентов была проведена демонстрация протеста против вторжения в Чехословакию советских войск и вооружённых сил Варшавского договора. Участники демонстрации были арестованы сотрудниками милиции и КГБ и преданы суду по обвинению в «организации и активном участии в групповых действиях, нарушающих порядок», и в распространении клеветнических измышлений, порочащих советский общественный и государственный строй. Большинство участников демонстрации были приговорены к различным срокам тюремного заключения и ссылке «в отдалённые районы страны», а по судебным делам Н. Горбаневской и В. Файнберга были сфабрикованы медицинские заключения о признании подсудимых невменяемыми с их отправкой на принудительное лечение в психиатрические больницы специального типа.

### 1970—1980-е годы

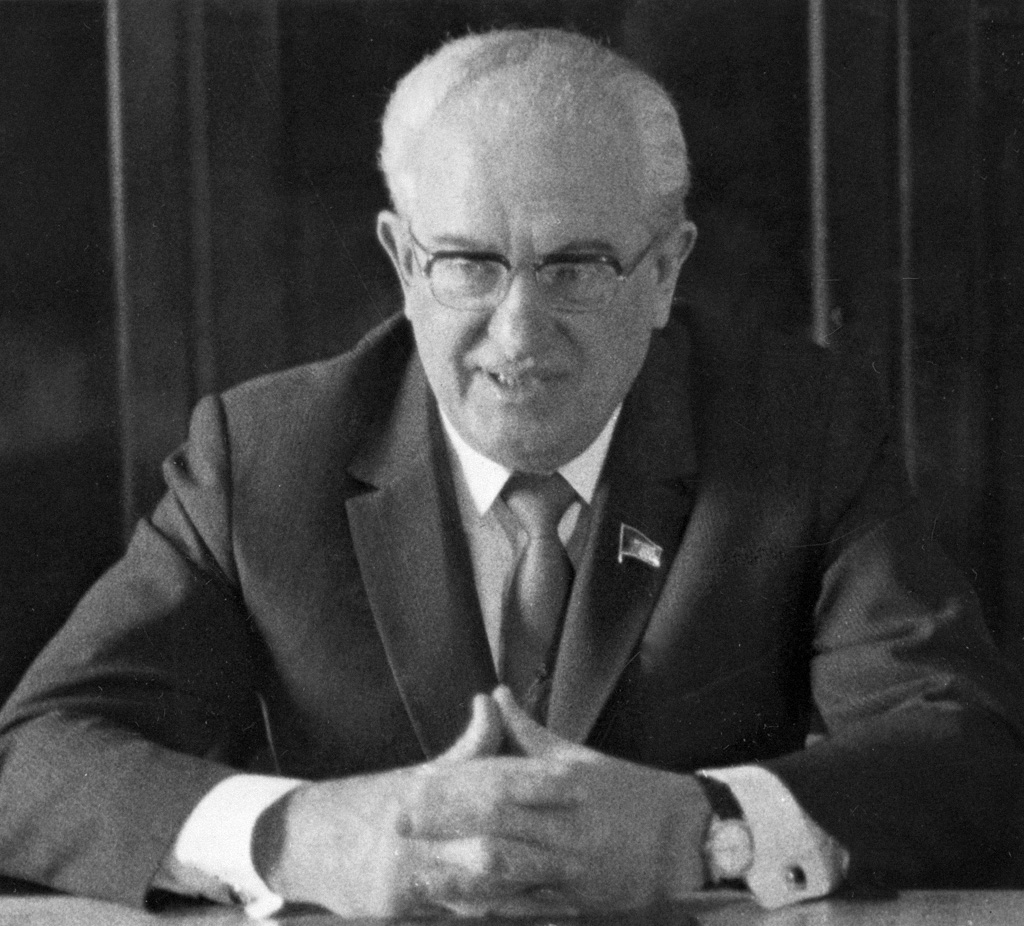
Ю. В. Андропов, председатель КГБ (1967—1982)

Под руководством Ю. В. Андропова в должности председателя КГБ в период с 1967 по 1982 г. органы госбезопасности существенно укрепили и расширили свой контроль над всеми сферами жизни государства и общества. Усилилось их политическое влияние в партийной номенклатуре (Андропов был избран членом Политбюро ЦК КПСС, затем секретарём ЦК партии и впоследствии занял высший партийный пост генерального секретаря ЦК КПСС), повысилась позиция КГБ в системе органов государственного управления — 5 июля 1978 года КГБ был преобразован из ведомства при Совете Министров СССР в центральный орган государственного управления СССР с правами государственного комитета и переименован в Комитет государственной безопасности СССР (КГБ СССР), что, впрочем, не затронуло систему и структуру органов государственной безопасности.

#### Борьба с антисоветскими проявлениями в СССР
Существенное влияние на деятельность КГБ в 1970-80-е годы оказывали происходящие в стране социально-экономические процессы периода развитого социализма и изменения во внешней политике СССР. В этот период КГБ сосредоточил свои усилия на борьбе с национализмом и антисоветскими проявлениями внутри страны и за рубежом. Внутри страны органы госбезопасности усилили борьбу с диссидентами; однако действия, связанные со ссылкой и заключением под стражу стали более утончёнными. Усилилось применение средств психологического давления на диссидентов, включая слежку, давление с помощью общественного мнения, подрыв профессиональной карьеры, профилактические разговоры, депортация из СССР, принудительное заключение в психиатрические клиники, политические судебные процессы, дискредитация, различные провокации и запугивания. Практиковался запрет на проживание политически неблагонадёжных граждан в столичных городах страны — так называемая «ссылка за 101-й километр». Под пристальным вниманием КГБ находились, в первую очередь, представители творческой интеллигенции — деятели литературы, музыки, искусства и науки — которые по общественному статусу и международному авторитету могли нанести вред репутации советского государства.
Показательна деятельность КГБ в преследовании советского писателя, лауреата Нобелевской премии по литературе А. И. Солженицына. Летом 1973 года сотрудники КГБ задержали одну из помощниц писателя Е. Воронянскую и в ходе допроса вынудили её выдать местонахождение одного экземпляра рукописи произведения Солженицына «Архипелаг ГУЛАГ». Вернувшись домой, женщина повесилась. Узнав о случившемся, Солженицын распорядился начать публикацию «Архипелага» на Западе. В советской печати была развёрнута мощная пропагандистская кампания, обвинявшая писателя в клевете на советский государственный и общественный строй. Попытки КГБ через бывшую жену Солженицына уговорить писателя отказаться от публикации «Архипелага» за границей в обмен на обещание помощи в официальном опубликовании в СССР его повести «Раковый корпус» не увенчались успехом и первый том произведения был опубликован в Париже в декабре 1973 года. В январе 1974 года Солженицын был арестован, обвинён в измене Родине, лишён советского гражданства и выдворен за пределы СССР. Инициатором депортации писателя был Андропов, чьё мнение стало решающим при выборе меры «пресечения антисоветской деятельности» Солженицына на заседании Политбюро ЦК КПСС. После высылки писателя из страны, КГБ и лично Андропов продолжили кампанию дискредитации Солженицына и, как выразился Андропов, «разоблачения активного использования реакционными кругами Запада подобных отщепенцев в идеологической диверсии против стран социалистического содружества».

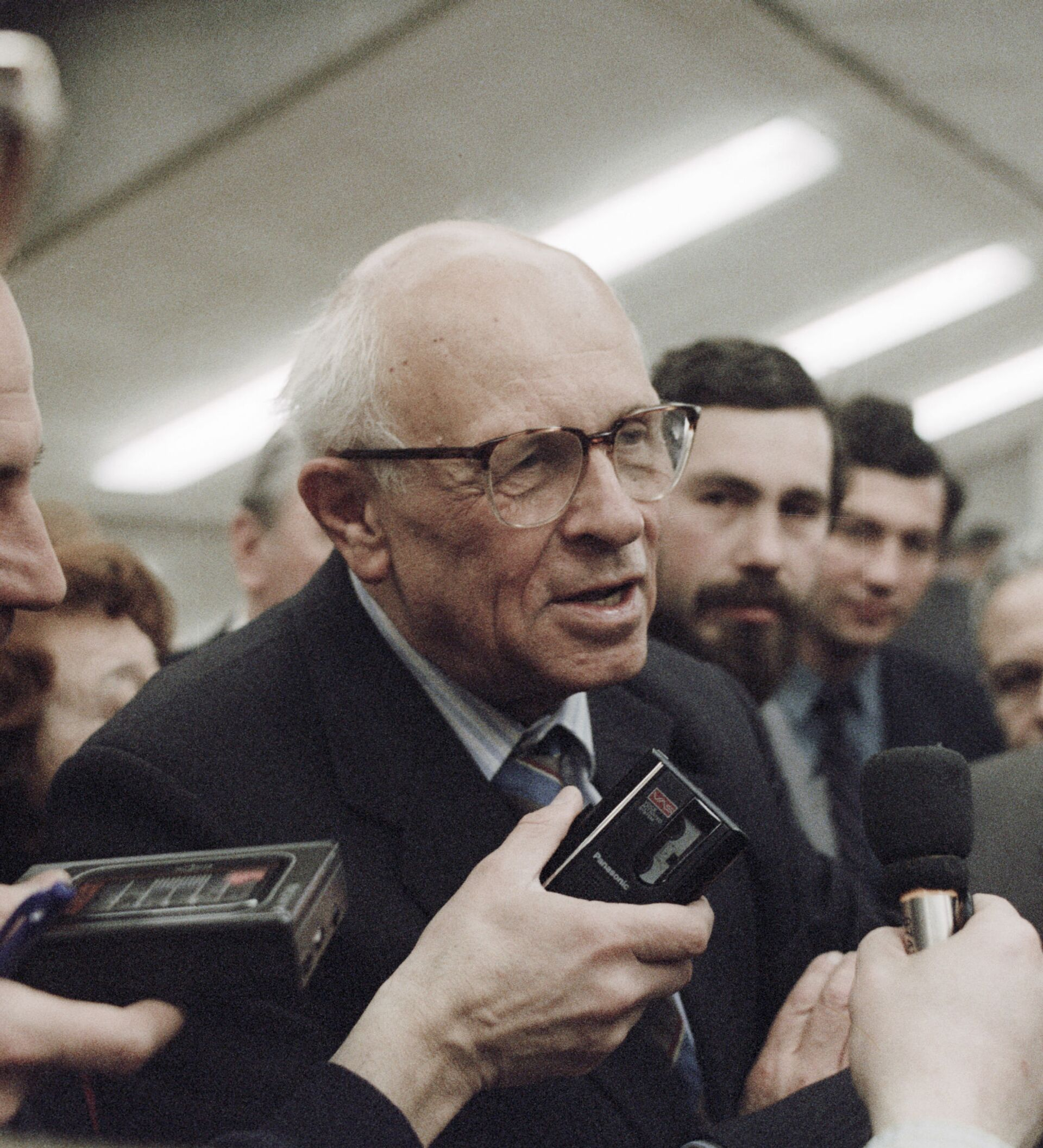
А. Д. Сахаров

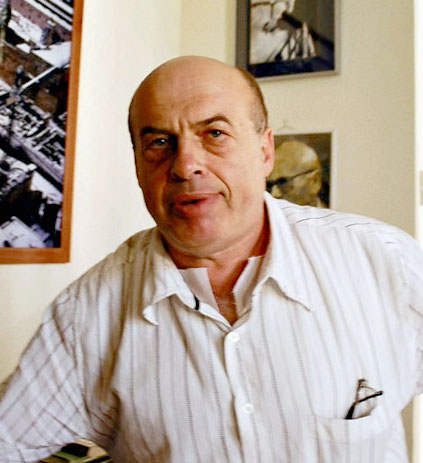
А. Б. Щаранский

Объектом многолетнего внимания КГБ являлись видные деятели науки. К примеру, советский учёный-физик, трижды Герой Социалистического Труда, диссидент и правозащитник, лауреат Нобелевской премии мира А. Д. Сахаров находился под наблюдением КГБ с 1960-х годов, подвергался обыскам. В 1980 году по обвинению в антисоветской деятельности Сахаров был арестован и без суда отправлен в ссылку в город Горький, где он провёл 7 лет под домашним арестом под контролем сотрудников КГБ. В 1978 году КГБ предпринял попытку по обвинению в антисоветской деятельности возбудить уголовное дело против советского философа, социолога и писателя А. А. Зиновьева с целью его отправки на принудительное лечение в психиатрическую больницу, однако «с учётом развязанной на Западе кампании вокруг психиатрии в СССР» эта мера пресечения была сочтена нецелесообразной. В качестве альтернативы, в докладной записке в ЦК КПСС руководство КГБ рекомендовало разрешить Зиновьеву и его семье выезд за рубеж и закрыть ему въезд в СССР.
Для контроля выполнения СССР Хельсинкских соглашений о соблюдении прав человека, в 1976 году группой советских диссидентов была сформирована Московская Хельсинкская группа (МХГ), первым руководителем которой стал советский физик, член-корреспондент АН Армянской ССР Ю. Ф. Орлов. С момента образования МХГ подвергалась постоянным преследованиям и давлению со стороны КГБ и других силовых органов советского государства. Члены группы подвергались угрозам, их вынуждали эмигрировать, заставляли прекратить правозащитную деятельность. С февраля 1977 года активистов Ю. Ф. Орлова, А. Гинзбурга, А. Щаранского и М. Ланду начали подвергать арестам. По делу Щаранского КГБ получил санкцию ЦК КПСС на подготовку и публикацию ряда пропагандистских статей, а также написание и передачу президенту США Дж. Картеру личного письма тестя подсудимого с отрицанием факта супружества Щаранского и «разоблачением» его аморального облика. Под давлением КГБ в 1976—1977 годах были вынуждены эмигрировать члены МХГ Л. Алексеева, П. Григоренко и В. Рубин. В период с 1976 по 1982 год были арестованы и осуждены к разным срокам заключения или ссылки (в общей сложности — 60 лет лагерей и 40 лет ссылки) восемь членов группы, ещё шестерых вынудили эмигрировать из СССР и лишили гражданства. Осенью 1982 года, в условиях усиливающихся репрессий, трое оставшихся на свободе участников группы были вынуждены объявить о прекращении деятельности МХГ. Московская Хельсинкская группа получила возможность возобновить свою деятельность только в 1989 году, в разгар горбачёвской перестройки.

#### Борьба с сионизмом
Летом 1970 года группой советских отказников была предпринята попытка захвата пассажирского самолёта с целью эмиграции из СССР. Силами КГБ участники акции были арестованы и преданы суду по обвинению в измене Родине (попытке побега с незаконным пересечением государственной границы), попытке хищения в особо крупных размерах (угон самолёта) и антисоветской агитации.
Регулярно с разрешения ЦК КПСС органами госбезопасности принимались меры по конфискации корреспонденции, посылок и материальной помощи, направляемых из-за рубежа лицам или организациям, которые квалифицировались КГБ как «враждебные». К примеру, ежегодно КГБ занимался конфискацией посылок с мацой, направляемых еврейскими общинами из-за границы советским евреям к празднику Песах.

#### «Идеологические операции» КГБ
Особое место в арсенале средств борьбы КГБ с враждебной советскому строю идеологией и её носителями занимали подготовка и формирование общественного мнения посредством печати, кино, театра, телевидения и радио. В 1978 году была учреждена специальная премия КГБ СССР в области литературы и искусства, которой награждались писатели и актёры, чьи работы реализовали идеологические замыслы руководства органов госбезопасности или освещали деятельность сотрудников комитета в соответствии с официальной точкой зрения руководства КГБ и ЦК КПСС. Благодаря этой политике появились такие фильмы, как «Семнадцать мгновений весны», «Вариант „Омега“», «Щит и меч», «Государственная граница», «ТАСС уполномочен заявить…»
По мнению некоторых исследователей, КГБ осуществлял вербовку отдельных деятелей культуры, литературы и науки в СССР и за рубежом для проведения целенаправленных акций, называемых «идеологическими операциями». Так, эти исследователи предполагают, что в 1970-х годах органами госбезопасности был завербован советский историк-американист, доктор исторических наук Николай Яковлев для написания по заказу КГБ ряда книг — в частности, «1 августа 1914» и «ЦРУ против СССР» — претендовавших на серьёзные научные исследования в области истории на основе материалов, предоставленных писателю начальником 5-го управления КГБ генералом Филиппом Бобковым. Многие из этих материалов являлись фабрикацией. В изданных миллионными тиражами книгах Яковлева излагалась позиция идеологических и карательных учреждений СССР, в негативном свете представлялись американская разведка и советские диссиденты, которые изображались «отщепенцами», «врагами народа», «двуличными, безнравственными типами, действующими по указанию западных спецслужб». Так, Александр Солженицын был представлен как «верный слуга ЦРУ» и «идеолог фашизма», Владимир Буковский — «матёрый преступник» и т. п. Аналогичная литература в соавторстве с 5-м управлением КГБ выпускалась авторами Натальей Решетовской, Николаем Виткевичем, Томашем Ржезачем.
Сфера проведения «идеологических операций» КГБ не ограничивалась пределами Советского Союза. Во второй половине 1970-х годов КГБ совместно с кубинской спецслужбой ДГИ была проведена многолетняя операция «Тукан», направленная на дискредитацию правительства Аугусто Пиночета в Чили. В ходе операции в западных средствах массовой информации (в частности, в американской газете New York Times) были опубликованы десятки статей, негативно освещающих преследование политических противников режимом Пиночета и обеляющих ситуацию с соблюдением прав человека на Кубе. В публикациях использовались документы, предоставленные КГБ. В Индии, где резидентура КГБ была крупнейшей за пределами СССР в 1970—80-е годы, советские спецслужбы «подкармливали» десять газет и одно информационное агентство. Резидент КГБ в Индии Леонид Шебаршин, впоследствии ставший главой Первого главного управления КГБ, в воспоминаниях писал: «Рука ЦРУ ощущалась и в публикациях некоторых индийских газет. Мы, разумеется, платили той же монетой». На поддержку партии Индиры Ганди и антиамериканскую пропаганду в Индии комитетом было потрачено свыше 10 млн долларов США. Чтобы убедить индийское правительство в происках США, КГБ фабриковал фальшивки под видом документов ЦРУ. Согласно отчётам советской резидентуры в Индии, в 1972 году для публикации в индийской печати из средств КГБ было профинансировано около четырёх тысяч угодных советским органам госбезопасности статей; в 1975 году эта цифра выросла до пяти тысяч.

#### Развивающиеся страны
В условиях усиления политического, военного и идеологического противостояния сверхдержав в 1970-80-е годы, КГБ предпринимал активные усилия по расширению сферы влияния Советского Союза в странах «третьего мира» — в Латинской Америке, Африке, Центральной и Юго-Восточной Азии.
КГБ играл ключевую роль в Афганской войне, где были задействованы находившиеся в подчинении КГБ пограничные войска, подразделения внешней разведки КГБ, а также ресурсы органов госбезопасности для ведения психологической войны. Протоколы заседаний Политбюро ЦК КПСС свидетельствуют, что весной 1979 года глава КГБ Ю. В. Андропов опасался последствий на мировой арене после введения советских войск в Афганистан и высказывался о недопустимости для СССР «удержать революцию в Афганистане только с помощью своих штыков». Однако историки затрудняются с достоверностью установить фактическую причастность руководства КГБ к введению войск — предполагается, что по личному распоряжению Андропова были уничтожены все секретные документы КГБ, освещающие процесс принятия решения о свержении X. Амина, создании дружественного Советскому Союзу правительства во главе с Б. Кармалем и о начале военных операций в Афганистане. В ходе войны советники КГБ обучали сотрудников афганской службы государственной информации (позже преобразованной в министерство государственной безопасности Афганистана), помогали афганским коллегам разрабатывать и проводить оперативные мероприятия, участвовали в налаживании переговоров между афганскими властями и вооружёнными формированиями оппозиции, в частности, с полевым командиром Ахмад-шахом Масудом.

#### Европа и Северная Америка
В 1978 году болгарскими спецслужбами был убит в Лондоне болгарский писатель и диссидент Георгий Марков. Физическое устранение болгарского диссидента было осуществлено с помощью укола зонтиком, на котором находились крошечные гранулы рицина — яда, изготовленного в 12-й лаборатории КГБ и предоставленного болгарским коллегам для проведения операции. За десять дней до убийства Маркова в Париже произошло аналогичное покушение на другого болгарского диссидента — Владимира Костова. У Костова внезапно поднялась температура и упало давление, но он не придал этому значения. Узнав о смерти Маркова, Костов обратился к врачу, который сделал рентгеновский снимок и обнаружил в мышце спины небольшой металлический объект, оказавшийся капсулой, в которой английские специалисты нашли следы рицина. Это происшествие вызвало повторное обследование тела Маркова, в котором была обнаружена такая же капсула.
В 1981 году КГБ совместно с ГРУ была начата операция «ВРЯН» — внезапное ракетное-ядерное нападение — наиболее крупная и сложная в советской истории операция по сбору разведывательной информации с целью выявления намерения США и их союзников по НАТО применить ядерное оружие против Советского Союза. Операция ВРЯН активно проводилась при жизни её инициатора Ю. В. Андропова и после его смерти была продолжена советской разведкой в качестве «постоянно действующего задания» (ПДЗ) до полной отмены в конце ноября 1991 года.
Крупным успехом советской разведки была вербовка в первой половине 1980-х сотрудника советского и восточно-европейского отделения ЦРУ О. Эймса. За каждую передачу сведений об агентурной сети ЦРУ в СССР и его союзников, Эймс получал от сотрудников советского посольства в Вашингтоне суммы от 20 до 50 тыс. долларов. Используя полученную информацию, начиная с 1985 года КГБ в сотрудничестве с другими спецслужбами стран Варшавского договора приступил к обезвреживанию американской агентуры, в результате чего многие из действовавших на территории СССР и Восточной Европы агентов были арестованы. Нетипичная для контрразведывательной деятельности практика немедленной ликвидации зарубежной агентуры диктовалась решением высшего политического руководства СССР. Успешные усилия КГБ по дезинформации ЦРУ завели расследование по выявлению советского агента в тупик, в результате чего в 1990 году ЦРУ практически прекратило вербовку новых агентов из-за отсутствия возможности их защиты от раскрытия. Деятельность Эймса в пользу советской и позднее российской разведки успешно продолжалась до конца 1993 года, когда Советский Союз уже прекратил существование.

#### Расследование катастрофы на Чернобыльской АЭС
Ещё до катастрофы 1986 года в 1983—1985 годах на Чернобыльской АЭС произошло шесть менее масштабных аварий и 63 отказа. В ходе оперативной работы органами КГБ вскрывались факты брака строительно-монтажных работ, поставок некондиционного оборудования, нарушения технологических норм и требований радиационной безопасности. Руководство страны информировалось о выявленных пробелах в обеспечении радиационной безопасности для принятия мер. 6-е управление КГБ СССР (руководители Ф. Щербак и В. Прилуков) до Чернобыльской аварии направило в Политбюро ЦК КПСС свыше 40 аналитических записок об угрожающих ситуациях на действующих АЭС.
После получения первых известий об аварии генерал-лейтенант Ф. А. Щербак 27 апреля 1986 года вылетел на место событий, возглавив оперативно-следственную группу работавшую параллельно с комиссией В. А. Легасова. Посменно на ЧАЭС прибывали Хапаев В. А., Кузнецов Г. В., Прилуков В. М., Поделякин В. А., Малых М. Ф., Шам Н. А. и многие другие чекисты, всего более тысячи сотрудников. Был приобретён уникальный опыт ликвидации последствий аварии, многие сотрудники при этом получили повышенные дозы облучения. Никто не пытался облегчить исполнение своих служебных обязанностей, в обстоятельствах опасных для здоровья и жизни. Основное внимание уделялось выяснению наличия диверсии или её отсутствия, конечной версией указана преступная халатность и несоблюдение правил безопасности.
Серьёзной критике общественности подвергся режим секретности при ликвидации аварии на ЧАЭС, когда население не вовремя и не в полном объёме информировалось о последствиях.

### 1990-е годы
Людей вы брали лучших, настоящих патриотов, устойчивых к разложению. И было бы не по-государственному не использовать в полной мере ваш потенциал на пользу делу обновления России. — Ельцин в выступлении на Лубянке перед руководством КГБ, 18 июля 1991 года

#### Пересмотр принципов деятельности
Изменения в обществе и системе государственного управления СССР, вызванные процессами перестройки и гласности, привели к необходимости пересмотра основ и принципов деятельности органов государственной безопасности. 14 марта 1990 года была отменена статья 6 Конституции СССР, которая закрепляла руководящую и направляющую роль Коммунистической партии Советского Союза в политической системе СССР. Это вызвало в партийных ячейках центрального аппарата КГБ дискуссию о «департизации» органов государственной безопасности. Руководство и партийный комитет КГБ были категорически против ликвидации партийных организаций в системе органов госбезопасности, в то время как руководители некоторых низовых партийных ячеек КГБ, в частности, секретарь парткома Первого главного управления КГБ, высказывались в пользу департизации. Конец дискуссии был положен 16 мая 1991 года принятием закона СССР «Об органах государственной безопасности в СССР»; закон определил положение КГБ СССР в системе органов государственного управления, правовую основу деятельности органов безопасности, их полномочия, права и обязанности, а также установил обязанность работников органов государственной безопасности в своей служебной деятельности руководствоваться требованиями законов и их право не подчиняться решениям любых политических партий и движений, включая КПСС.
1 апреля 1991 года был принят Закон СССР «О перечне министерств и других центральных органов государственного управления СССР», где было сказано, что КГБ является центральным органом государственного управления СССР во главе с министром СССР.
Последующий новый этап взаимоотношений с Западом повлек за собой переоценку целей и задач деятельности КГБ на международной арене, в частности, отказ от понятий и терминологии холодной войны и рассмотрения Соединённых Штатов Америки в качестве главного противника СССР ввиду новых исторических реалий (неудачного исхода войны) и последовавшего вскоре переустройства мира (однополярный мир).

#### Реорганизация и упразднение
В ночь с 21 на 22 августа 1991 года председатель КГБ СССР В. А. Крючков был арестован за активное участие в создании и деятельности Государственного комитета по чрезвычайному положению (ГКЧП), который предпринял попытку антиконституционного захвата власти в СССР (формально лишился своего поста 28 августа из-за отставки союзного правительства). За содействие ГКЧП были возбуждены уголовные дела в отношении первых заместителей председателя КГБ Г. Е. Агеева и В. Ф. Грушко, заместителя председателя КГБ В. А. Пономарёва, начальника службы охраны Ю. С. Плеханова и его и заместителя В. В. Генералова, начальника УКГБ по Москве и Московской области В. М. Прилукова. Участие руководителей КГБ в создании и содействии ГКЧП и провал его выступления положили начало крупнейшей в истории советских органов госбезопасности реорганизации. 21 августа постановлением Верховного Совета РСФСР Управление КГБ СССР по Москве и Московской области было подчинено КГБ РСФСР. Утверждённый Верховным Советом СССР 29 августа 1991 года на должность председателя КГБ СССР В. В. Бакатин видел свою задачу в том, чтобы превратить КГБ из организации, являвшейся «„щитом и мечом“ партии» и «партийной охранкой», в современную спецслужбу, приспособленную для работы в рамках «нетоталитарного государства». 28 августа указом президента СССР была образована государственная комиссия для расследования деятельности органов государственной безопасности, которую возглавил народный депутат РСФСР С. В. Степашин. Инспекторскому управлению КГБ СССР была поручена работа по проверке различных аспектов деятельности КГБ с целью выявления нарушений конституции страны и решений Комитета конституционного надзора СССР. Под руководством В. В. Бакатина за несколько месяцев 1991 года были осуществлены следующие мероприятия по реформированию и реорганизации советских органов государственной безопасности:
- август 1991 — Отдел правительственной связи, 8-е главное управление (правительственная связь и криптография) и 16-е управление (радиоэлектронная разведка и криптография) выведены из состава КГБ СССР и объединены в Комитет правительственной связи СССР, который стал подчиняться непосредственно президенту СССР[47].
- август-сентябрь 1991 — Министерству обороны СССР были возвращены отдельные подразделения войск, ранее переданные КГБ[47].
- сентябрь 1991 года — 9-е управление КГБ СССР (служба охраны руководителей КПСС и СССР) преобразовано в управление охраны при аппарате президента СССР[47].
- 4 сентября 1991 — Упразднён 4-й отдел управления «3», который осуществлял слежку за религиозными организациями[48].
- 5 сентября 1991 — Органы государственной безопасности большинства субъектов РСФСР, ранее находившиеся в прямом подчинении КГБ СССР, переданы в ведение КГБ РСФСР[49].
- 25 сентября 1991 — указом Президента СССР подтверждено решение российского парламента о передаче Управления КГБ СССР по Москве и Московской области в подчинение КГБ РСФСР[50]. При этом сохранялось прямое взаимодействие с союзным КГБ[51].
- 23 сентября 1991 — Упразднено управление по защите советского конституционного строя КГБ СССР[52] (управление «3», бывшее 5-е управление), чем по словам В. В. Бакатина был положен конец «слежке или политическому сыску и надзору по политическим мотивам»[48].
- 9 октября 1991:
  -  — Установлен запрет на использование оперативно-технических средств для получения информации, не относящейся к компетенции органов госбезопасности и не связанной с выявлением фактических обстоятельств по конкретному делу оперативного учёта и делам, касающимся пресечения разведывательной деятельности иностранных спецслужб и уголовных преступлений, борьба с которыми относилась к ведению органов госбезопасности, включая терроризм, наркоторговлю, хищения в особо крупных размерах, коррупцию, контрабанду и незаконные валютно-банковские операции[48].
  -  — Отменены ведомственные инструкции, запрещавшие проведение оперативно-технических мероприятий в отношении лиц, занимавших руководящие посты в КПСС и государственных органах. Вместе с тем сотрудникам КГБ СССР было предписано строго соблюдать неприкосновенность депутатов, судей и народных заседателей[48].
- 22 октября 1991 года согласно постановлению не предусмотренного союзной Конституцией Государственного Совета Комитет государственной безопасности СССР упразднялся, а на его основе создавались: Центральная служба разведки СССР, Межреспубликанская служба безопасности и Комитет по охране государственной границы СССР[53].
- 1 ноября 1991 — 7-е управление, 12-й отдел, следственный изолятор и ряд служб оперативно-технического управления КГБ СССР переданы в ведение КГБ РСФСР[49].

К концу 1991 года Комитет государственной безопасности СССР прекратил своё существование. Официальной датой упразднения КГБ СССР считается 3 декабря 1991 года — дата принятия не предусмотренным Конституцией СССР Советом Республик Верховного Совета СССР закона № 124-Н «О реорганизации органов государственной безопасности», на основании которого ликвидация КГБ как органа государственного управления была узаконена. Согласно п. 2 ст. 113 Конституции СССР принятие решения об упразднении КГБ находилось в компетенции всего Верховного Совета СССР, а не только одной из его палат (тем более, не предусмотренной Основным Законом СССР). Верховный Совет СССР до принятия декларации о прекращении существования СССР 26 декабря 1991 года не изъял упоминание о КГБ из Закона СССР от 16.05.1991 N 2159-I «Об органах государственной безопасности в СССР».

## Правовая основа деятельности и подчинённость

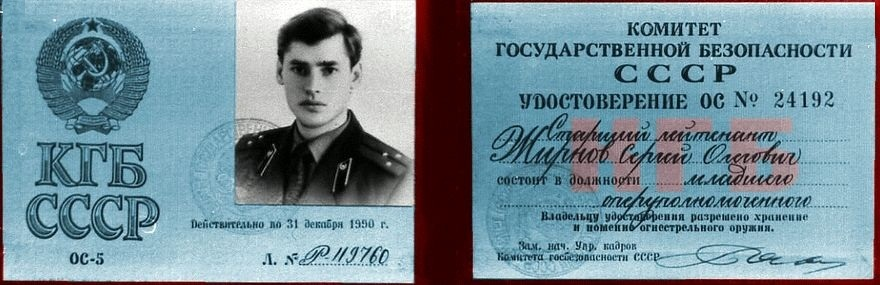
Удостоверение младшего офицера КГБ СССР, дающее право хранения и ношения огнестрельного оружия

В отличие от других органов государственного управления СССР, Комитет государственной безопасности был партийно-государственным учреждением — по своему юридическому статусу КГБ являлся органом государственного управления и, в то же время, находился в непосредственном подчинении высших органов коммунистической партии — Центрального комитета КПСС и его Политбюро. Последнее было закреплено в положении о КГБ, что с юридической точки зрения обусловило «сращивание КПСС и органов государственной безопасности» и сделало КГБ «вооружённой силой партии, физически и политически охранявшей власть КПСС, позволявшей партии осуществлять эффективный и жёсткий контроль над обществом».
До принятия в 1991 году закона об органах государственной безопасности СССР деятельность КГБ регулировалась положением о КГБ и постановлениями ЦК КПСС и Правительства СССР. В дополнение к этим документам, самими органами безопасности за время их существования было выпущено свыше трёх тысяч подзаконных ведомственных актов. К началу 1991 года общее количество нормативных актов, регламентировавших деятельность КГБ, составляло свыше пяти тысяч документов различного уровня. Однако этот массив документов, по признанию самого руководства КГБ, не был органически увязан с общесоюзным законодательством; отсутствовало полное соответствие и строгая подчинённость союзным законам правовых норм, которыми руководствовался Комитет государственной безопасности и его местные органы.

«Верность Партии — Верность Родине», «Родина у нас одна как и Партия», «Ленинская стража Партии»
— Девиз, Разговорный стиль

### Положение о КГБ
«Положение о Комитете государственной безопасности при Совете Министров СССР и его органах на местах», которому был присвоен максимальный уровень секретности, было основным документом, регламентировавшим деятельность КГБ. Проект положения, в разработке которого участвовало высшее руководство самого КГБ, был утверждён Президиумом ЦК КПСС 9 января 1959 года. После введения в действие постановлением Совета Министров СССР, положение о КГБ сохраняло силу на протяжении более 30 лет практически в неизменном виде до момента принятия в мае 1991 года Закона СССР «Об органах государственной безопасности в СССР». Согласно этому положению, Комитет государственной безопасности провозглашался «политическим органом», осуществляющим мероприятия Центрального Комитета КПСС и Правительства СССР «по защите социалистического государства от посягательств со стороны внешних и внутренних врагов, а также по охране государственной границы СССР». При этом непосредственное руководство и контроль КГБ являлись прерогативой Центрального Комитета КПСС, в то время как Совету Министров отводилась более скромная управленческая роль: заслушивание отчётов о деятельности КГБ, назначение заместителей его председателя, утверждение структуры и штатной численности комитета, утверждение членов коллегии — всё по согласованию с ЦК КПСС.

«Комитет государственной безопасности работает под непосредственным руководством и контролем Центрального Комитета КПСС.»
— Положение о Комитете государственной безопасности при Совете Министров СССР
В отличие от своего центрального органа, которому было предписано регулярно отчитываться о своей деятельности перед ЦК КПСС и Правительством СССР, республиканские и местные органы государственной безопасности не были подотчётны никому, кроме самого КГБ и соответствующих партийных органов на местах.
Помимо осуществления традиционных для спецслужб функций (в частности, охраны государственной границы, внешней разведывательной и контрразведывательной деятельности, борьбы с терроризмом и проч.), Комитет государственной безопасности СССР имел право под надзором органов прокуратуры вести следствие по делам о государственных преступлениях, однако мог без санкции прокурора производить обыски, задержания и аресты лиц, изобличённых или подозреваемых в деятельности, направленной против советского строя и коммунистической партии.

### Закон об органах государственной безопасности
Попытка вывести Комитет государственной безопасности из-под контроля коммунистической партии и целиком подчинить его деятельность органам государственной власти и управления была предпринята в последний год существования Советского Союза. 14 марта 1990 года из Конституции СССР была исключена статья о руководящей роли КПСС, а 16 мая 1991 года был принят Закон СССР «Об органах государственной безопасности в СССР», согласно которому контроль за деятельностью КГБ СССР стал осуществляться законодательным органом страны, главой государства и советским правительством, в то время как республиканские органы государственной безопасности республик стали подотчётны высшим органам государственной власти и управления соответствующих республик, а также самому КГБ СССР.

«Правовую основу деятельности органов государственной безопасности составляют Конституция СССР, конституции республик, настоящий Закон и другие законодательные акты Союза ССР и республик, акты Президента СССР, постановления и распоряжения Кабинета Министров СССР и правительств республик, а также издаваемые в соответствии с ними акты Комитета государственной безопасности СССР и органов государственной безопасности республик.

Работники органов государственной безопасности в своей служебной деятельности руководствуются требованиями законов и не связаны решениями политических партий и массовых общественных движений, преследующих политические цели.»
— ст. 7, п. 16 закона СССР «Об органах государственной безопасности в СССР»
 Вместе с тем, за органами госбезопасности были сохранены полицейские функции — им было разрешено проводить дознание и предварительное следствие по делам о преступлениях, расследование которых было отнесено законом к ведению органов государственной безопасности; осуществлять без санкции прокурора контроль почтовых отправлений и прослушивание телефонных переговоров; осуществлять без санкции прокурора аресты и содержать под стражей лиц, задержанных органами госбезопасности по подозрению в совершении преступлений.
Принятию закона об органах государственной безопасности предшествовала и последовала дискуссия противников и сторонников реформирования КГБ. За принятие закона выступали С. Ахромеев, Ю. Голик, И. Лаптев, Р. Медведев, В. Ярин и другие. По мнению сторонников закон позволял регламентировать деятельность органов государственной безопасности; поставить её под контроль объединений граждан и средств массовой информации; а также «отмести всякого рода домыслы, которые существуют вокруг КГБ». Против принятия законопроекта выступили депутаты О. Калмыков и А. Собчак. Последний считал законопроект слишком абстрактным. Журналист газеты «Известия» Ю. Феофанов назвал проект закона «густым набором прав без четкой ответственности». Правозащитник Ю. Орлов заявил о том, что принятие нового закона об органах государственной безопасности «подтверждает, что КГБ стоит твердо на прежних сталинских позициях и в этом законе легализовано вмешательство во все решительно дела граждан». По мнению последнего председателя КГБ СССР В. В. Бакатина, закон о КГБ являлся «осколком прошлого» и «формально и фактически не действовал» с момента своего принятия до реорганизации органов госбезопасности в октябре 1991 года.
Постановлением Верховного Совета СССР от 16 мая 1991 года № 2160-I «О введении в действие Закона СССР „Об органах государственной безопасности в СССР“» была также предусмотрена разработка и утверждение до 1 января 1992 года нового положения о Комитете государственной безопасности СССР взамен положения 1959 года. Предполагалось разработать и принять отдельные законы для регулирования новых органов безопасности. Однако новые документы приняты не были — 26 декабря 1991 года Советский Союз прекратил своё существование.

## Взаимоотношения КГБ и КПСС
Несмотря на то, что формально Комитет государственной безопасности был наделён правами союзно-республиканского министерства и осуществлял свою деятельность под эгидой Совета Министров СССР — вначале в качестве ведомства при правительстве, а затем в качестве центрального органа государственного управления — фактическое руководство КГБ осуществлялось высшими органами коммунистической партии Советского Союза в лице секретариата ЦК КПСС и Политбюро. Председатель КГБ по должности входил в Политбюро. С момента своего образования вплоть до 16 мая 1991 года — за полгода до упразднения — КГБ фактически был выведен из-под контроля советского правительства.
Отдельные исследователи высказывают мнение, что высшее руководство СССР через КГБ и его агентуру сознательно осуществляло деятельность, направленную на распад страны.

### Партийный контроль

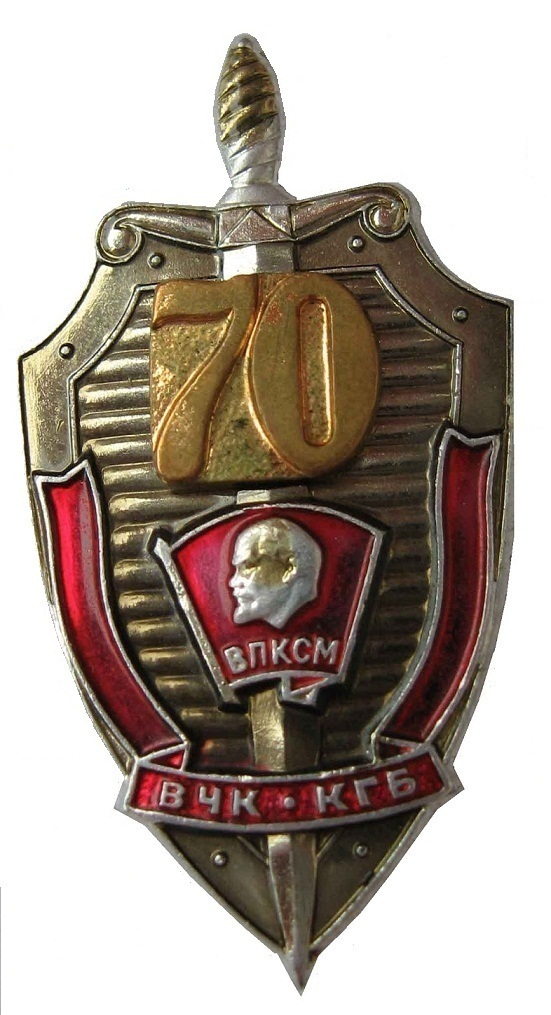
Значок 70 лет Комсомолу КГБ

Вмешательство коммунистической партии в деятельность органов государственной власти и управления было обыденным явлением в Советском Союзе. Вместе с тем, ни один из государственных органов СССР не подвергался такой же степени вмешательства в свою деятельность со стороны КПСС, как органы безопасности, являвшиеся инструментом защиты интересов коммунистической партии. Показательно, что в официальном девизе КГБ того времени «Верность партии — Верность Родине», означал что служение партии это служение Советской Родине.

«Политбюро руководило Комитетом госбезопасности не через партийную организацию, а напрямую — через председателя КГБ и одного-двух его заместителей».
— Шебаршин, Л.В. [lib.ru/MEMUARY/SHEBARSHIN/rukamoskwy.txt Рука Москвы: записки начальника советской разведки]. — М.: Центр-100, 1992.
Анализ положения о КГБ, партийных документов и материалов органов госбезопасности, проведённый Комиссией Президиума Верховного Совета Российской Федерации в 1992 году, пролил свет на степень контроля КГБ со стороны правящей партии. В частности, было установлено, что в отношении органов государственной безопасности Советского Союза руководящие органы КПСС осуществляли следующие функции:
- определяли статус органов госбезопасности и осуществляли регулирование их деятельности;
- определяли основные задачи органов госбезопасности и конкретные направления их деятельности;
- устанавливали общую структуру органов госбезопасности;
- формулировали цели, определяли субъектов и предписывали методы борьбы с ними, исходя из текущей политической ситуации, что влекло за собой «широкомасштабные репрессивные мероприятия»;
- утверждали организационную структуру и штаты органов госбезопасности, контролируя структурные преобразования и изменения штатной численности на всех уровнях — от главных управлений центрального аппарата до районных отделов КГБ;
- утверждали или одобряли основные внутренние нормативные акты органов госбезопасности — приказы, решения коллегии, положения и инструкции;
- формировали руководящий состав органов госбезопасности, в частности, утверждение председателя КГБ и его заместителей, а также руководящих работников органов госбезопасности, входящих в номенклатуру ЦК КПСС или местных партийных органов;
- определяли кадровую политику органов безопасности;
- получали отчёты о деятельности органов госбезопасности в целом и по отдельным его структурам и направлениям деятельности, при этом отчётность носила обязательный и периодический характер (за месяц, год, пятилетку);
- контролировали конкретные мероприятия или комплексы мероприятий органов госбезопасности и санкционировали наиболее важные из них по широкому диапазону вопросов.

Центральный комитет КПСС имел право наложения запрета на публикацию приказов председателя КГБ, которые затрагивали важные, с точки зрения руководства партии, вопросы агентурно-оперативной и следственной работы, что противоречило статьям 10, 12 и 13 Положения о прокурорском надзоре в СССР 1955 года, которые предусматривали прокурорский контроль соответствия нормативных актов, издаваемых ведомствами, Конституции и законам СССР, союзных и автономных республик, постановлениям союзного и республиканских правительств.
В рамках правоохранительной деятельности КГБ, органам безопасности запрещалось собирать компрометирующие материалы на представителей партийной, советской и профсоюзной номенклатуры, что вывело из-под контроля правоохранительных органов лиц, обладавших распорядительными, контролирующими и хозяйственными полномочиями, и положило начало зарождению в их среде организованной преступности.
В функции органов госбезопасности неизменно входили охрана и обслуживание высших руководителей партии (в том числе во время их нахождения на отдыхе), обеспечение безопасности крупных партийных мероприятий (съездов, пленумов, совещаний), обеспечение высших партийных органов техническими средствами и шифросвязью. Для этого в структурах КГБ существовали специальные подразделения, работа и инвентарь которых оплачивались из государственного, а не из партийного бюджета. Согласно положению о КГБ, на него также возлагалась охрана руководителей советского правительства. В то же время, анализ приказов КГБ показывает тенденцию к передаче охранных и обслуживающих функций по отношению к собственно государственным структурам в ведение органов внутренних дел, являющаяся свидетельством того, что охрана и обслуживание партийных деятелей и объектов были для КГБ приоритетными. В ряде приказов по охранным и обслуживающим мероприятиям упоминаются только руководители партии. В частности, на КГБ было возложено обеспечение безопасности и обслуживания членов Политбюро, кандидатов в члены Политбюро и секретарей ЦК КПСС, а также, в соответствии с решениями ЦК КПСС, государственных и политических деятелей зарубежных стран во время их пребывания в СССР. К примеру, КГБ осуществлял охрану и обслуживание постоянно проживавшего в Москве Б. Кармаля после его отстранения в 1986 году от должности генерального секретаря ЦК Народно-демократической партии Афганистана.

### Кадровая интеграция
Подбор людей на работу в органы безопасности и в учебные заведения КГБ — так называемые «партнаборы» из числа рядовых коммунистов, работников партийного аппарата, комсомольских и советских органов — проводились систематически под тщательным контролем ЦК КПСС. Наиболее важные направления деятельности КГБ укреплялись, как правило, партийными функционерами — инструкторами отделов ЦК республиканских компартий, заведующими и заместителями заведующих отделами обкомов, секретарями горкомов и райкомов партии. Партийными органами разных уровней постоянно проводились кадровые инспекции аппарата и учебных заведений КГБ, результаты которых закреплялись решениями руководства КГБ. Но не редкостью было и обратное — выдвижение кадров КГБ на руководящую работу в партийных органах. В Латвии руководитель республиканского КГБ Б. К. Пуго стал руководителем республиканской коммунистической партии, не говоря уже о самом председателе КГБ СССР Ю.В. Андропове, ставшем в 1982 году секретарём, а затем и Генеральным секретарём ЦК КПСС. Практиковались кадровые перемещения с неоднократными переходами с партийной работы в КГБ и обратно. К примеру, в апреле 1968 года референт отдела ЦК КПСС по связям с коммунистическими и рабочими партиями социалистических стран П. П. Лаптев был направлен на работу в КГБ, где сразу же получил звание полковника. Возглавляя в 1971—1979 годы секретариат КГБ, Лаптев дослужился до звания генерала. В 1979 году опять перешёл на работу в ЦК КПСС, став помощником члена Политбюро ЦК Андропова. С 1982 по 1984 годы он был помощником секретаря, затем — Генерального секретаря ЦК КПСС, а в 1984 опять вернулся на работу в КГБ. В июне 1985 Лаптев назначен первым заместителем, а в мае 1991 года — заведующим Общим отделом ЦК КПСС.
Руководящие работники органов госбезопасности входили в номенклатуру ЦК КПСС и местных партийных органов и их назначение и перемещение с одной должности на другую производилось по решению соответствующего партийного органа. Так, кандидатура председателя КГБ сначала проходила утверждение в ЦК КПСС и только после этого председатель назначался на должность Президиумом Верховного Совета СССР, в то время как назначение заместителей председателя осуществлялось Советом Министров Союза ССР только после утверждения кандидатуры в ЦК КПСС.
Бытовало и совмещение постов в партии и в КГБ: председатели КГБ СССР Андропов, Чебриков, Крючков являлись в разное время членам Политбюро ЦК КПСС. Руководители территориальных органов КГБ, как правило, являлись членами, или кандидатами в члены, бюро соответствующих обкомов, крайкомов и ЦК компартий республик. То же практиковалось и на уровне горкомов и райкомов, в бюро которых также почти обязательно включались представители органов госбезопасности. В административных отделах партийных комитетов действовали подразделения, курирующие органы госбезопасности. Зачастую эти подразделения комплектовались кадровыми работниками КГБ, которые во время их работы в партийном аппарате продолжали числиться на службе в КГБ, находясь в так называемом «действующем резерве». К примеру, в 1989 году сектор проблем госбезопасности Государственно-правового отдела ЦК КПСС (преобразованный в 1988 году из сектора органов госбезопасности Отдела административных органов и просуществовавший под новым наименованием до августа 1991 года) возглавлял председатель КГБ Азербайджана генерал-майор И. И. Гореловский. Находившийся на партийной работе Гореловский был тем не менее представлен руководством КГБ к очередному званию генерал-лейтенанта летом 1990 года.

### Информационный обмен
Для руководства коммунистической партии Советского Союза органы госбезопасности были основным источником информации, позволявшей контролировать структуры государственного управления и манипулировать общественным мнением, в то время как руководители и рядовые сотрудники органов государственной безопасности видели в лице КПСС, по крайней мере до конца 1980-х годов, «краеугольный камень» советского строя и его направляющую и руководящую силу.
Помимо так называемых «постановочных» вопросов, требующих решения или согласия ЦК КПСС, из органов госбезопасности в партийные органы шла регулярная информация как обзорного, так и конкретного характера. Сводки по оперативной обстановке в стране, сводки о состоянии на границе и в приграничных зонах СССР, политические сводки, сводки о международном положении, обзоры зарубежной прессы, теле и радиовещания, сводки отзывов населения о тех или иных событиях или мероприятиях коммунистической партии и советского правительства и прочая информация поступала в партийные органы с различной периодичностью и, в разные периоды деятельности КГБ, в разном ассортименте в зависимости от текущих потребностей партийного аппарата и его руководства. Помимо сводок, в ЦК и местные парторганы поступала информация, касающаяся конкретных событий и людей. Эта информация могла быть рутинной, предназначенной для сведения, либо срочной, требующей безотлагательных решений со стороны партийных руководителей. Показательно, что органы госбезопасности направляли в ЦК как обработанную, так и необработанную, добытую оперативным путём иллюстративную информацию — материалы перлюстрации, негласных выемок документов, прослушивания помещений и телефонных разговоров, агентурные донесения. К примеру, в 1957 году от КГБ в ЦК КПСС поступали докладные записки на академика Л. Д. Ландау, включающие материалы прослушивания и донесения агентов; в 1987 году — записи беседы академика А. Д. Сахарова с американскими учёными Д. Стоуном и Ф. фон Хиппелем. В этом отношении КГБ являлся продолжателем практики предшествующих ему органов госбезопасности: в государственных архивах сохранились записи домашних разговоров генералов Гордова и Рыбальченко, направленных Сталину советскими спецслужбами в 1947 году. На протяжении своей деятельности КГБ продолжал пользоваться специальными информационными подразделениями, созданными ещё в первый период работы ОГПУ и чья деятельность продолжала регулироваться положениями, утверждёнными Ф. Э. Дзержинским.
ЦК КПСС постоянно контролировал информационную работу в органах госбезопасности и требовал точности и объективности направляемых в партийные органы материалов, о чём свидетельствуют многочисленные постановления ЦК КПСС и приказы КГБ.

## Руководящие органы

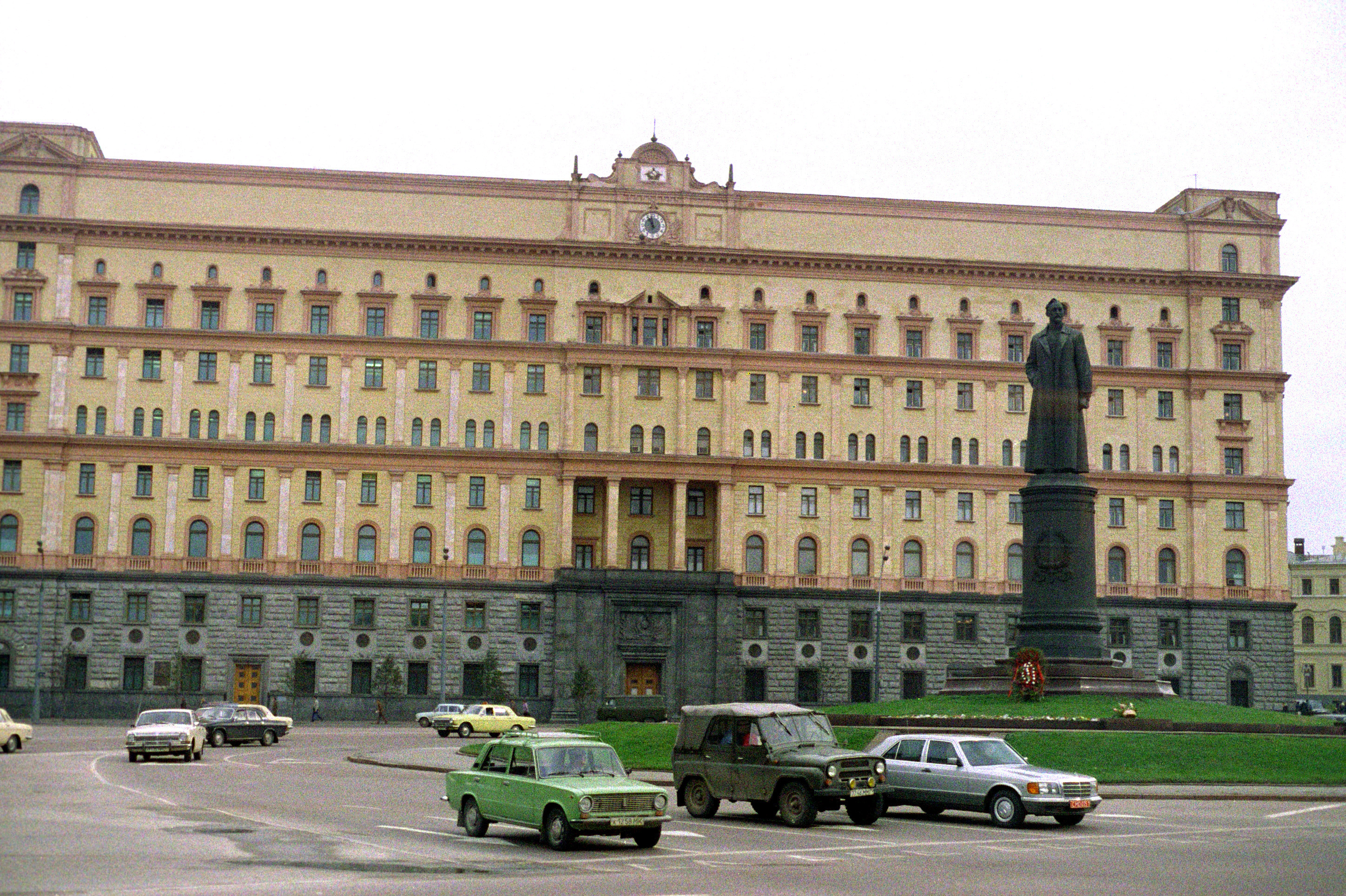
Здание руководства КГБ на Лубянке в 1985 году

### Председатель КГБ
Деятельностью Комитета государственной безопасности руководил его председатель.
Поскольку КГБ был изначально наделён правами министерства, назначение его председателя осуществлялось не правительством, а Президиумом Верховного Совета СССР по представлению председателя Совета Министров СССР. Такой же порядок назначения руководителя КГБ сохранился после того, как КГБ приобрёл статус государственного комитета в июле 1978 года. Вместе с тем, ни Верховный Совет, ни правительство СССР, в рамках которого действовал Комитет государственной безопасности, до 1990 года не имели реальной возможности влиять на кадровые вопросы КГБ. Перед назначением председателя КГБ, его кандидатура проходила обязательное утверждение в Центральном Комитете КПСС, под непосредственным контролем которого до 14 марта 1990 года находился Комитет государственной безопасности. Все председатели КГБ (за исключением В. В. Федорчука, который занимал эту должность около семи месяцев) в силу своего членства в ЦК КПСС относились к номенклатуре высшего органа коммунистической партии и их назначение, перемещение с одной должности на другую или смещение с должности могло быть произведено только по решению ЦК КПСС. Такой же порядок применялся к заместителям председателя КГБ, которые могли быть назначены и отстранены от должности Советом Министров СССР только при условии получения разрешения ЦК КПСС.

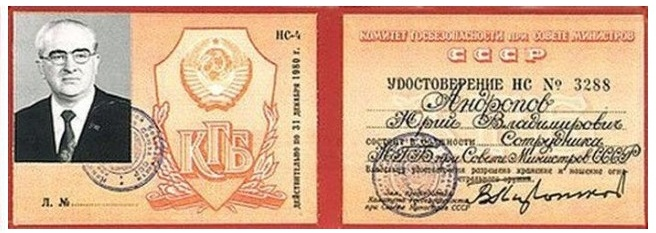
Служебное удостоверение председателя КГБ СССР Ю. В. Андропова

- Серов, Иван Александрович (1954—1958);
- Шелепин, Александр Николаевич (1958—1961);
- Семичастный, Владимир Ефимович (1961—1967);
- Андропов, Юрий Владимирович (1967—1982);
- Федорчук, Виталий Васильевич (май—декабрь 1982);
- Чебриков, Виктор Михайлович (1982—1988);
- Крючков, Владимир Александрович (1988—август 1991):
- Бакатин, Вадим Викторович (август—декабрь 1991).

## Структурные подразделения КГБ
| Главные управления                          | Главные управления | Главные управления | Главные управления                                   |
| Наименование                                | Область деятельности / Подразделения | Руководители       | Примечания                                           |
| ------------------------------------------- | --- | ------------------ | ---------------------------------------------------- |
| Первое главное управление                   | - Внешняя разведка - Управление «Р» — оперативное планирование и анализ - Управление «К» — контрразведка - Управление «С» — нелегалы - Управление «Т» — научно-техническая разведка - Управление «РТ» — операции на территории СССР - Управление «ОТ» — оперативно-техническое - Управление «И» — компьютерная служба - Управление разведывательной информации (анализ и оценка) - Служба «А» — тайные операции, дезинформация (т. н. «активные мероприятия») - Служба «Р» — радиосвязь - Служба электронной разведки — радиоперехват |                    | СВР                                                  |
| Второе главное управление                   | - Внутренняя безопасность и контрразведка |                    | ФСБ                                                  |
| Третье главное управление                   | - Внутренняя безопасность и контрразведка в ВС СССР (Особые отделы) (1954—1960 и 1982—1991) |                    | Управление в 1960—1982                               |
| Восьмое главное управление                  | - Шифрование/дешифрование и правительственная связь |                    | ФАПСИ                                                |
| Главное управление пограничных войск (ГУПВ) | - Охрана государственной границы (1954—1991) |                    | Дополнительные сведения: Пограничные войска КГБ СССР |

| Управления                                | Управления | Управления | Управления |
| Наименование                              | Область деятельности / Подразделения | Руководители | Примечания |
| ----------------------------------------- | --- | --- | --- |
| Третье управление (Особый отдел)          | - Военная контрразведка (1960—1982) | Устинов, Иван Лаврентьевич (1970—1974) | Главное управление в 1954—1960 и 1982—1991                                                                                                   |
| Четвёртое управление                      | - Борьба с антисоветскими элементами (1954—1960) - Безопасность на транспорте (1981—1991) | отряды «Вымпел» и «Альфа-Антитеррор» | Росгвардия (с 5 апреля 2016) |
| Пятое управление («Пятка»)                | - Экономическая безопасность (1954—1960) - Борьба с идеологическими диверсиями, антисоветскими и религиозно-сектантскими элементами (1967 — 29 августа 1989) | редакция газеты «Красная Звезда» | |
| Шестое управление                         | - Безопасность на транспорте (1954—1960) - Экономическая контрразведка и промышленная безопасность (1982—1991) | Щербак, Фёдор Алексеевич (1982—1989) | |
| Седьмое управление («Наружка»)            | - Оперативно-поисковая работа - Наружное наблюдение („топтуны“) | | |
| Девятое управление («Девятка»)            | - Охрана руководителей коммунистической партии и правительства СССР (1954—1990) - 5 отдел (1-е отделение) (1965—1991) — охрана Московского Кремля | Захаров, Николай Степанович (1958—1961) | |
| Десятое управление                        | - Управление коменданта Московского Кремля (1954—1959) 25 июня 1959 г. вошло в состав Девятого управления | | |
| 13-е управление                           | - Покушения и подрывная работа | | |
| Четырнадцатое управление                  | - Медицина/здравоохранение | | |
| Пятнадцатое главное управление            | - ? (1969—1974) - Охрана объектов специального назначения (1974—1991) - Строительство и эксплуатация резервных объектов (бункеров для руководства государства на случай ядерной войны) | | |
| Шестнадцатое управление                   | - Электронная разведка, радиоперехват и дешифровка (1973—1991) | | |
| Управление «З»                            | - Защита конституционного строя (29 августа 1989 — август 1991) | | Преемник Пятого управления КГБ СССР. |
| Управление «СЧ»                           | - Руководство специальными частями войск КГБ (10 апреля 1991 — август 1991) | И. П. Коленчук | |
| Оперативно-техническое управление (ОТУ)   | 1-й отдел (режимно-секретный) 2-й отдел (прослушивание телефонов и помещений) 3-й отдел (изготовление средств тайнописи, документов для оперативных целей, экспертиза документов и почерков) 4-й отдел (радиоконтрразведка) 5-й отдел (изготовление опертехники) 6-й отдел (почтовый контроль) Центральный НИИ специальной техники (ЦНИИСТ) 5 мая 1969 г. был создан НИИАИ (внедрение ЭВМ и создание автоматизированной системы информационного обеспечения) | Лялин Серафим Николаевич (25 августа 1959 — 16 марта 1961 г.) Патрухин К. Н. (29 июля 1961 — 17 декабря 1964 г.) Гоциридзе Отар Давидович (17 декабря 1964 — 15 мая 1970 г.) Ермаков Михаил Иванович (19 мая 1970 — 2 февраля 1979 г.) Демин Виктор Павлович (февраль 1979—1991 г.) Быков Андрей Петрович (1991 г.) | Сформировано 2 июля 1959 года в результате объединения 2-го, 3-го, 4-го, 5-го и 6-го спецотделов КГБ. 1 ноября 1991 г. передано в КГБ РСФСР. |
| Управление строительства военных объектов | | | |
| Управление кадров                         | | | |
| Хозяйственное управление (ХОЗУ)           | | Гурьянов, Владимир Кузьмич | |

| Отделы и службы                           | Отделы и службы                                                | Отделы и службы                           | Отделы и службы                                                                       |
| Наименование                              | Область деятельности / Подразделения                           | Руководители                              | Примечания                                                                            |
| ----------------------------------------- | -------------------------------------------------------------- | ----------------------------------------- | ------------------------------------------------------------------------------------- |
| Следственный отдел                        |                                                                |                                           |                                                                                       |
| Отдел правительственной связи (ОПС)       |                                                                |                                           |                                                                                       |
| Шестой отдел                              | - Перехват и перлюстрация корреспонденции                      |                                           |                                                                                       |
| Восьмой отдел                             | - Диверсии и разведка иностранных подразделений спецназначения |                                           | Начальник Отдела 8 КГБ на декабрь 1979 года Владимир Красовский                       |
| Одиннадцатый отдел                        | - Связи с органами безопасности соцстран.                      |                                           | До 15 ноября 1966 г. и после 24 июля 1968 г. — в составе Первого главного управления. |
| Двенадцатый отдел                         | - Прослушивание разговоров                                     |                                           |                                                                                       |
| Секретариат                               |                                                                |                                           |                                                                                       |
| Группа при председателе КГБ               |                                                                | Белоконев, Владимир Семёнович (1962—1966) | изучение и обобщение опыта работы органов госбезопасности и данных о противнике       |
| Инспекция при председателе КГБ            |                                                                | Белоконев, Владимир Семёнович (1969—1970) |                                                                                       |
| Группа консультантов при председателе КГБ |                                                                |                                           |                                                                                       |
| Учётно-архивный отдел (УАО)               |                                                                |                                           |                                                                                       |
| Финансово-плановый отдел                  |                                                                |                                           |                                                                                       |
| Мобилизационный отдел                     |                                                                |                                           |                                                                                       |
| Центр общественных связей (ЦОС)           | - Связи с общественностью (22 апреля 1990 — 26 октября 1991)   |                                           |                                                                                       |

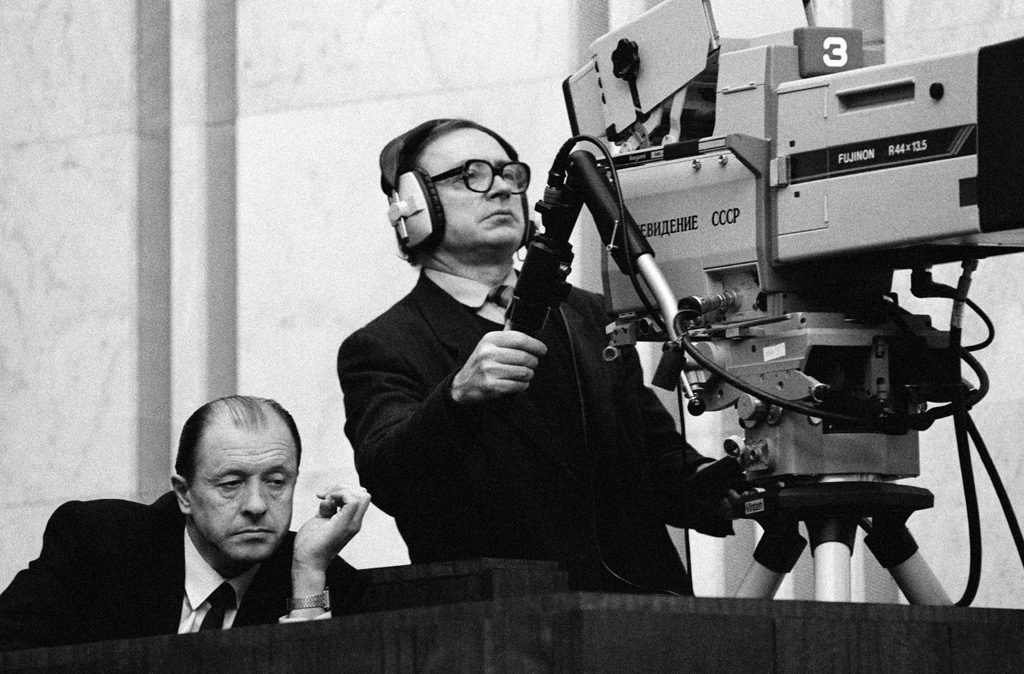
В. Т. Медведев (слева), генерал-майор КГБ, личный телохранитель и начальник охраны Генеральных секретарей ЦК КПСС Л. И. Брежнева и М.C. Горбачёва

## Вооружённые формирования КГБ

### Войска КГБ
- Войска правительственной связи
- части радиоразведки 8-го главного управления (с 1973 года подчинены 16-му управлению КГБ)
- военно-строительные части управления строительства военных объектов (15 инженерно-строительных частей)

#### Пограничные войска КГБ СССР
Формирования Пограничных войск, без учёта частей и соединений, переданных из МО СССР, по состоянию на 1991 год включали:
- Главное управление пограничных войск (штаб)
  - Краснознамённый Северо-Западный пограничный округ;
  - Краснознамённый Прибалтийский пограничный округ;
  - Краснознамённый Западный пограничный округ;
  - Краснознамённый Закавказский пограничный округ;
  - Краснознамённый Среднеазиатский пограничный округ;
  - Краснознамённый Восточный пограничный округ;
  - Краснознамённый Забайкальский пограничный округ;
  - Краснознамённый Дальневосточный пограничный округ;
  - Краснознамённый Тихоокеанский пограничный округ;
  - Северо-Восточный пограничный округ;
  - Отдельный Арктический пограничный отряд;
  - Отдельный отряд пограничного контроля «Москва»;
  - 105-й отдельный пограничный отряд специального назначения на территории ГДР (оперативно подчинялся Западной группе войск);
  - два отдельных авиационных отряда;
  - два отдельных инженерно-строительных батальона;
  - Центральный госпиталь пограничных войск;
  - Центральный информационно-аналитический центр;
  - Центральный архив пограничных войск;
  - Центральный музей пограничных войск.

В связи с осложнением ситуации в Закавказье в конце 1980-х годов, с января 1990 года от Советской армии были временно переподчинены два соединения, которые занимались усилением пограничных отрядов выполняющих задачу по охране Государственной границы СССР с Турцией и Ираном:
- 103-я гвардейская воздушно-десантная дивизия (4 января 1990[71] — 23 сентября 1991[72]);
- 75-я мотострелковая дивизия (4 января 1990[73] — 23 сентября 1991[74]).

### Специальные части КГБ
- 48-я мотострелковая дивизия специального назначения (с 4 января 1990[47] по 22 августа 1991[75] в составе пограничных войск КГБ СССР), переведена из состава 14-й армии Одесского ВО. Дислоцировалась в г.Чугуев и Башкировка Харьковской области. 22 августа 1991 г. возвращена Министерству обороны[76].
- 75-я мотострелковая дивизия специального назначения (с 4 января 1990 года по 23 сентября 1991 года в составе пограничных войск КГБ СССР). Базировалась в г. Нахичевань Нахичеванской АССР Азербайджанской ССР. В январе 1990 года передана из МО СССР (Закавказский ВО) в состав Пограничных войск КГБ СССР. С переходом в пограничные войска, у дивизии изъяли танковый полк, а бронетранспортёры заменены на МТ-ЛБ.
- 103-я воздушно-десантная дивизия (с 4 января 1990 года по 28 августа 1991 года в составе пограничных войск КГБ СССР)
- 27-й отдельная гвардейская мотострелковая бригада специального назначения (4 января 1990[47] — ? в составе КГБ СССР)
- Отдельная бригада оперативного назначения КГБ СССР
- Отдельный Краснознамённый полк специального назначения (с 1973 года — Кремлёвский полк) — правительственная охрана
- 105-й отдельный Рижский Краснознамённый, ордена Красной Звезды полк (до 1989 года, после — в составе Пограничных войск)
- Отдельный батальон особого назначения (в составе 15-го Главного управления)
- Группа «А» 5-го отдела 7-го Управления КГБ (группа «Альфа», 29 июля 1974 — 26 октября 1991)
- Группа «Вымпел» Управления «С» ПГУ КГБ (группа «Вымпел» (Отдельный учебный центр), 19 августа 1981 — 26 октября 1991)
- Внештатные подразделения спецназа:
  - Группа «Гром» (Группа специального назначения из антитеррористического подразделения «А» 7-го управления КГБ СССР, зима 1979)
  - Отряд «Зенит» (Отряд специального назначения из спецрезерва КУОС КГБ СССР, лето 1979)
  - Отряд «Каскад» (Оперативно-разведывательный боевой отряд из сотрудников ОБрОН и спецрезерва КУОС КГБ СССР, 1980—1983)
- Оперативно-боевые отряды (группы)[77], включая
  - Группа «Балтика», УКГБ по Ленинградской области (1983—1991)
  - Группа быстрого реагирования КГБ Латвийской ССР (1990 — ?)

## Республиканские органы безопасности
| РСФСР               | Комитет государственной безопасности РСФСР               |
| Украинская ССР      | Комитет государственной безопасности Украинской ССР      |
| Белорусская ССР     | Комитет государственной безопасности Белорусской ССР     |
| Узбекская ССР       | Комитет государственной безопасности Узбекской ССР       |
| Казахская ССР       | Комитет государственной безопасности Казахской ССР       |
| Грузинская ССР      | Комитет государственной безопасности Грузинской ССР      |
| Азербайджанская ССР | Комитет государственной безопасности Азербайджанской ССР |
| Литовская ССР       | Комитет государственной безопасности Литовской ССР       |
| Молдавская ССР      | Комитет государственной безопасности Молдавской ССР      |
| Латвийская ССР      | Комитет государственной безопасности Латвийской ССР      |
| Киргизская ССР      | Комитет государственной безопасности Киргизской ССР      |
| Таджикская ССР      | Комитет государственной безопасности Таджикской ССР      |
| Армянская ССР       | Комитет государственной безопасности Армянской ССР       |
| Туркменская ССР     | Комитет государственной безопасности Туркменской ССР     |
| Эстонская ССР       | Комитет государственной безопасности Эстонской ССР       |

## Учебные заведения КГБ
При КГБ действовали учебные заведения для подготовки кадров для органов госбезопасности СССР и спецслужб дружественных стран. Деятельность этих учебных заведений курировало управление учебных заведений КГБ.
Высшие учебные заведения
- Военный институт КГБ (1957—1960)
- Высшая школа КГБ имени Ф. Э. Дзержинского
- Высшая разведывательная школа (с 1968 года — Институт КГБ)
- Высшая школа 8-го Главного управления (c 1960 года — 4-й факультет Высшей школы КГБ)
- Институт иностранных языков КГБ СССР
- Краснознамённый институт КГБ СССР
- Высшее пограничное командное училище КГБ имени Ф. Э. Дзержинского — ныне Академия Пограничной службы КНБ Республики Казахстан
- Ленинградская высшая школа КГБ имени С. М. Кирова (1946—1994)
- Высшее пограничное военно-политическое училище КГБ имени К. Е. Ворошилова
- Московское высшее пограничное командное училище КГБ СССР
- Ленинградское высшее военно-морское пограничное училище (1957—1960)
- Калининградское высшее пограничное командное училище (1957—1960)
- Багратионовское военно-техническое училище КГБ СССР (с 1971 г. — Орловское высшее военное командное училище связи)

Училища и школы
- Военно-техническое училище КГБ
- Школы КГБ в Вильнюсе, Киеве, Львове, Новосибирске, Ленинграде, Тбилиси и других городах
- Ленинградское Суворовское пограничное военное училище (1957—1960)
- Харьковская школа усовершенствования политсостава

Курсы и учебные центры
- Высшие курсы подготовки оперативного состава КГБ, г. Свердловск
- Высшие курсы подготовки руководящего и оперативного состава КГБ, г. Новосибирск — ныне Институт Федеральной службы безопасности Российской Федерации
- Курсы усовершенствования руководящего и оперативного состава КГБ, г. Алма-Ата — ныне Академия КНБ Республики Казахстан
- Курсы усовершенствования офицерского состава (КУОС) при Высшей школе КГБ, г. Балашиха Московской области (1969— 25 декабря 1993)
- Специальные курсы при Высшей школе КГБ СССР
- 121 Отдельный учебный центр, г. Балашиха Московской области («Вымпел») (19 августа 1981 — 25 декабря 1993)

## Численность органов КГБ
Из мемуаров последнего председателя КГБ СССР В. В. Бакатина стало известно, что в 1991 году численность сотрудников КГБ составляла около 480 000 человек, включая военизированные подразделения:
- 220 000 человек — военнослужащие пограничных войск КГБ СССР;
- 50 000 человек — войска правительственной связи;
- 7670 человек — мотострелковая дивизия и отдельная мотострелковая бригада (с января 1991 г.);
- около 1 тыс. человек — подразделения СпН КГБ.

Как указал Бакатин, 180 000 сотрудников КГБ являлись офицерами, 90 000 сотрудников работали в республиканских КГБ. Оперативный состав насчитывал около 80 000 человек.
Агентурный аппарат КГБ СССР насчитывал около 260 000 негласных сотрудников, а всего по различным делам оперативного учёта проходили 10 008 человек. Аппарат агентуры состоял как из советских граждан, так и иностранцев (из отчёта «О деятельности КГБ при СМ СССР» за 1968 год).

## Знаки отличия

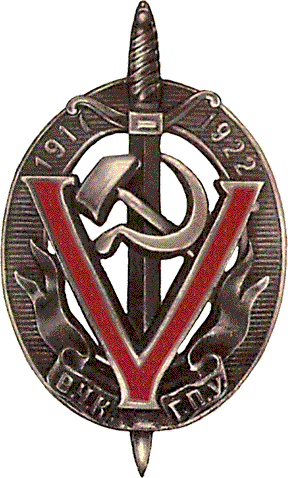
Знак «Почётный работник ВЧК-ГПУ» V годовщины» (1923 г.)
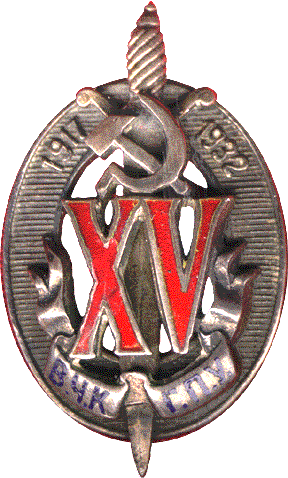
Знак «Почётный работник ВЧК-ГПУ» XV годовщины» (1932 г.)
Эмблема НКВД
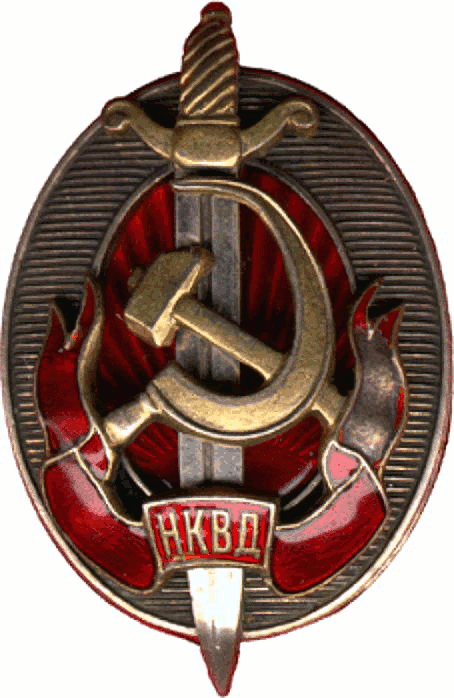
Знак «Заслуженный работник НКВД» (1940г.)
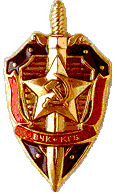
Знак ВЧК-КГБ
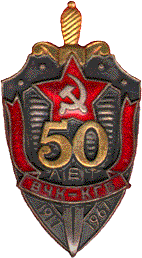
Юбилейный Знак «50 лет органам ВЧК-КГБ» (1967 г.)
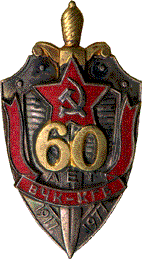
Юбилейный Знак «60 лет органам ВЧК-КГБ» (1977 г.)
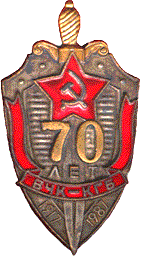
Юбилейный Знак «70 лет органам ВЧК-КГБ» (1987 г.)
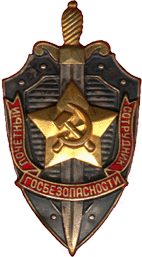
Знак «Почётный сотрудник госбезопасности» (1957 г.)
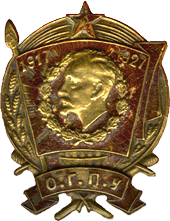
Юбилейный Знак «10 лет органам ВЧК-ОГПУ» (1927 г.)
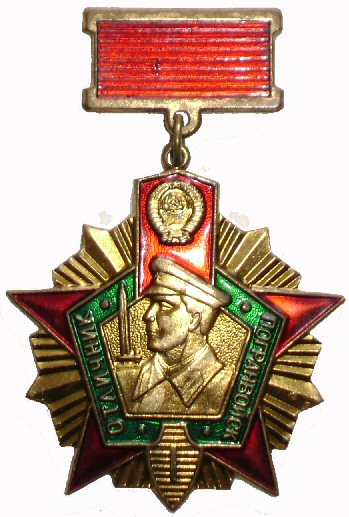
Нагрудный знак «Отличник погранвойск» I степени
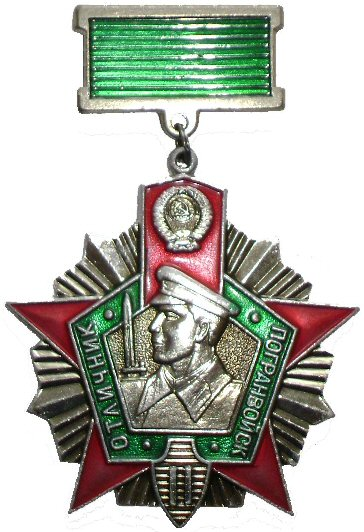
Нагрудный знак «Отличник погранвойск» II степени
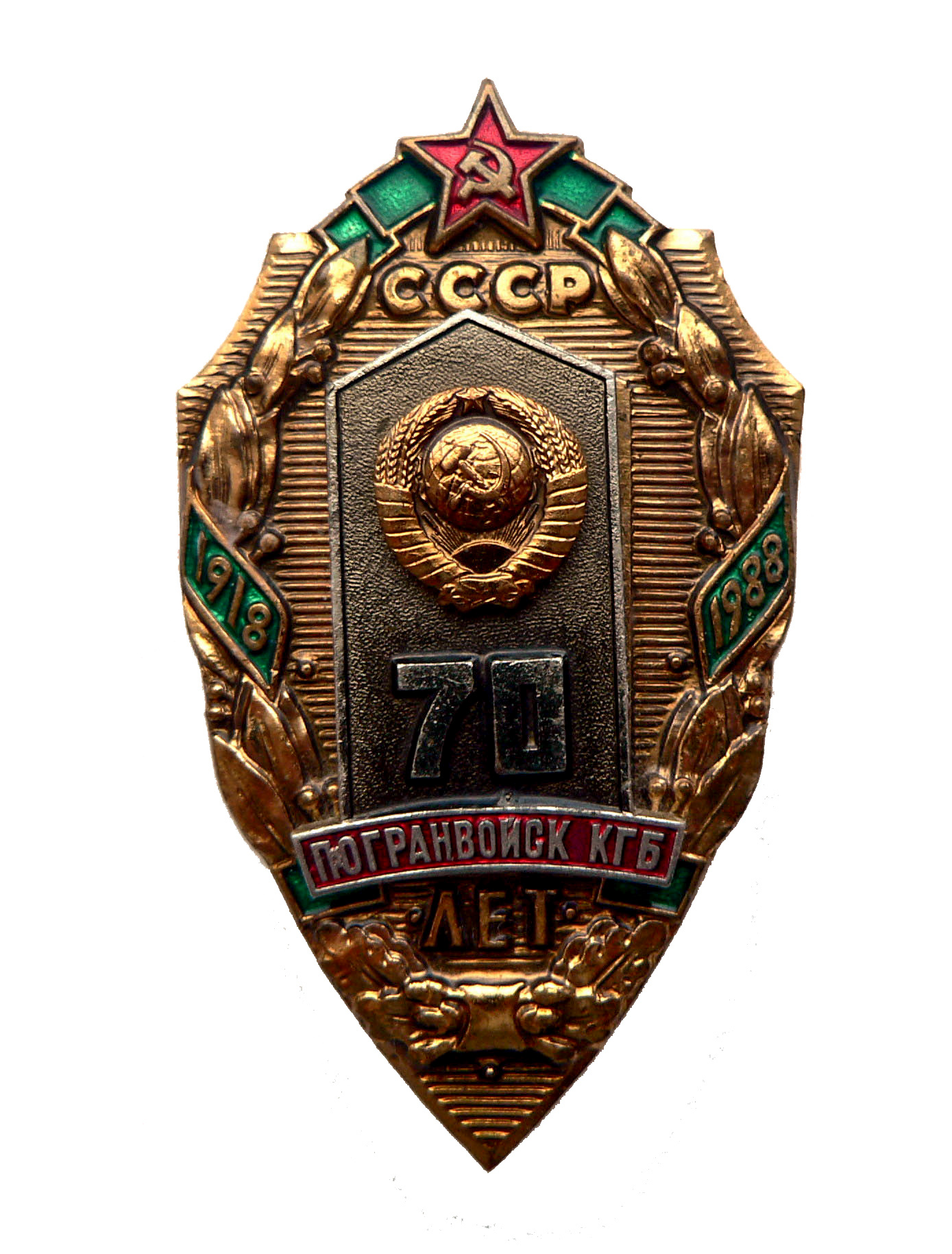
Юбилейный Знак «70 лет погранвойск КГБ»
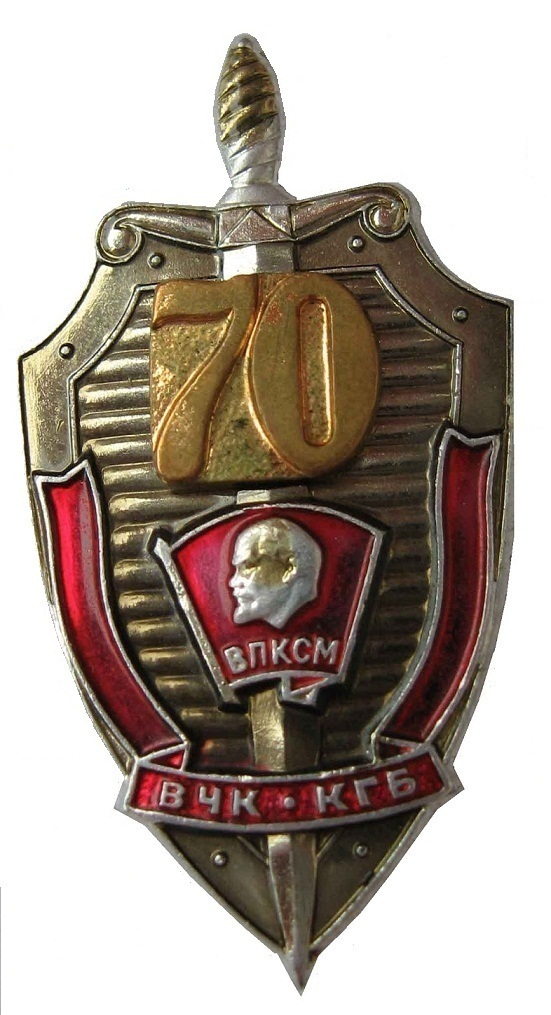
Юбилейный Знак «70 лет Комсомолу ВЧК-КГБ»

## Правопреемники

### Союзный уровень
По решению Государственного Совета СССР от 22 октября 1991 года КГБ СССР был преобразован в три центральных органа государственного управления союзного уровня:
- Межреспубликанская служба безопасности СССР (МСБ СССР)
- Центральная служба разведки СССР (ЦСР СССР)
- Комитет по охране государственной границы СССР

В дополнение, 1 ноября 1991 года 7-е управление, 12-й отдел, следственный изолятор и ряд служб оперативно-технического управления КГБ СССР были переданы в ведение КГБ РСФСР.
Реорганизованные союзные органы безопасности были подчинены Президенту СССР и прекратили существование в конце 1991 — начале 1992 года в связи с прекращением существования Советского Союза.

### Республиканский уровень
В последний период своей деятельности КГБ СССР действовал в качестве государственного комитета, обладая полномочиями центрального союзно-республиканского органа государственного управления. В соответствии с советским законодательством он должен был управлять местными органами государственной безопасности не напрямую, а опосредованно, через юридически независимые от него профильные государственные комитеты и другие органы республик Союза ССР и автономных республик. На практике, на протяжении своего существования КГБ СССР действовал как общесоюзный орган, управляя республиканскими органами власти напрямую, что фактически лишало республиканские правительства реального контроля за деятельностью республиканских и местных органов государственной безопасности. Последние стали подотчётны высшим органам государственной власти и управления соответствующих республик Союза ССР начиная с мая 1991 года, когда был принят закон СССР «Об органах государственной безопасности в СССР». В РСФСР, в отличие от других союзных республик, в 1954—1955 и в 1965—1991 годах не было своего собственного, республиканского комитета государственной безопасности; КГБ СССР осуществлял деятельность на территории России напрямую. Комитет государственной безопасности РСФСР был воссоздан 5 мая 1991 года и получил в своё подчинение находившиеся на территории РСФСР местные органы госбезопасности в сентябре того же года, за два с небольшим месяца до упразднения КГБ СССР.
Следует подчеркнуть, что все республиканские органы государственной безопасности являлись самостоятельными юридическими лицами, образованными республиканскими органами власти, и находились в двойном подчинении — союзному КГБ и соответствующему республиканскому высшему органу власти. С юридической точки зрения, республиканские спецслужбы не являются правопреемниками КГБ СССР. Исключение составляют случаи частичной правопреемственности в результате поглощения республиканскими спецслужбами отдельных учреждений, находившихся в прямом подчинении союзных спецслужб и которые к моменту заключения Беловежского соглашения находились на территории соответствующей союзной республики. В частности, Министерство безопасности и внутренних дел РСФСР, сформированное на базе Агентства федеральной безопасности РСФСР и МВД РСФСР, полностью поглотило Межреспубликанскую службу безопасности СССР, в то время как Центральная служба разведки СССР перешла в юрисдикцию России путём её переименования в Службу внешней разведки России. В Казахстане, Высшее пограничное командное училище КГБ СССР имени Ф. Э. Дзержинского перешло в ведение республиканского комитета безопасности и позднее переименовано в Пограничную академию КНБ Республики Казахстан.
| Субъект СССР        | Суверенное государство — бывшая республика СССР | Орган — преемник республиканского подразделения КГБ                      |
| ------------------- | ----------------------------------------------- | ------------------------------------------------------------------------ |
| Азербайджанская ССР | Азербайджанская Республика                      | Министерство национальной безопасности Азербайджанской Республики        |
| Армянская ССР       | Республика Армения                              | Комитет государственной безопасности Республики Армения                  |
| Белорусская ССР     | Республика Беларусь                             | Комитет государственной безопасности Республики Беларусь                 |
| Грузинская ССР      | Грузия                                          | Министерство государственной безопасности Грузии                         |
| Казахская ССР       | Республика Казахстан                            | Комитет государственной безопасности Республики Казахстан                |
| Киргизская ССР      | Киргизская Республика                           | Государственный комитет национальной безопасности Республики Кыргызстан  |
| Латвийская ССР      | Латвийская Республика                           | Служба государственной безопасности Латвийской Республики                |
| Литовская ССР       | Литовская Республика                            | Департамент государственной безопасности Литовской Республики            |
| Молдавская ССР      | Республика Молдова                              | Министерство национальной безопасности Республики Молдова                |
| Российская СФСР     | Российская Федерация                            | Агентство федеральной безопасности РСФСР/Российской Федерации            |
| Таджикская ССР      | Республика Таджикистан                          | Государственный комитет национальной безопасности Республики Таджикистан |
| Туркменская ССР     | Туркменистан                                    | Комитет национальной безопасности Туркменистана                          |
| Узбекская ССР       | Республика Узбекистан                           | Служба национальной безопасности Республики Узбекистан                   |
| Украинская ССР      | Украина                                         | Служба национальной безопасности Украины                                 |
| Эстонская ССР       | Эстонская Республика                            | Полиция безопасности Эстонской Республики                                |

## КГБ в искусстве и литературе
- Диссидентом Владимиром Войновичем был написан сатирический роман-антиутопия под названием «Москва 2042» в котором он описывает вымышленную правящую Коммунистическую партию государственной безопасности (КПГБ) — образованную в результате заговора офицеров КГБ, недовольных реформами перестройки в СССР, которые взяли власть в свои руки объединив КГБ и КПСС в единый партийный Высший государственный орган[93].
- В ряде стран бывшего соцлагеря были созданы музеи , посвящённые деятельности одной из самых могущественных и известных секретных служб мира. В частности, по инициативе частного сообщества группа «Темный дождь» сформировала Музей КГБ в Праге, посвященный деятельности советских спецслужб[94].

## Интересные факты
- Работников советских посольств, торговых представительств, не имевших отношения к КГБ или ГРУ, сотрудники спецслужб называли «чистыми»[29].
- В диссидентских кругах аббревиатура КГБ расшифровывалась как Контора глубинного бурения.
- КГБ СССР был упразднён на 101-й день с момента назначения В. В. Бакатина его председателем и за 5 дней до подписания беловежского соглашения о прекращении существования СССР[48].

### Комментарии
1. ↑  По данным американской разведки[67].